# Biserica de lemn din Băgaciu

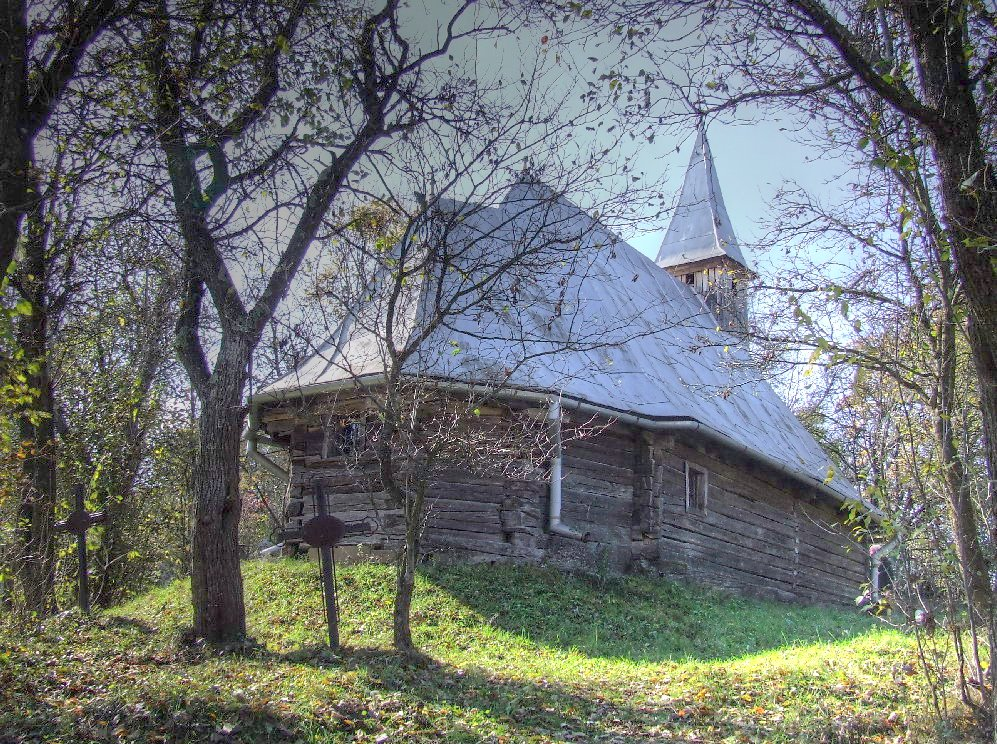
Biserica de lemn din Băgaciu

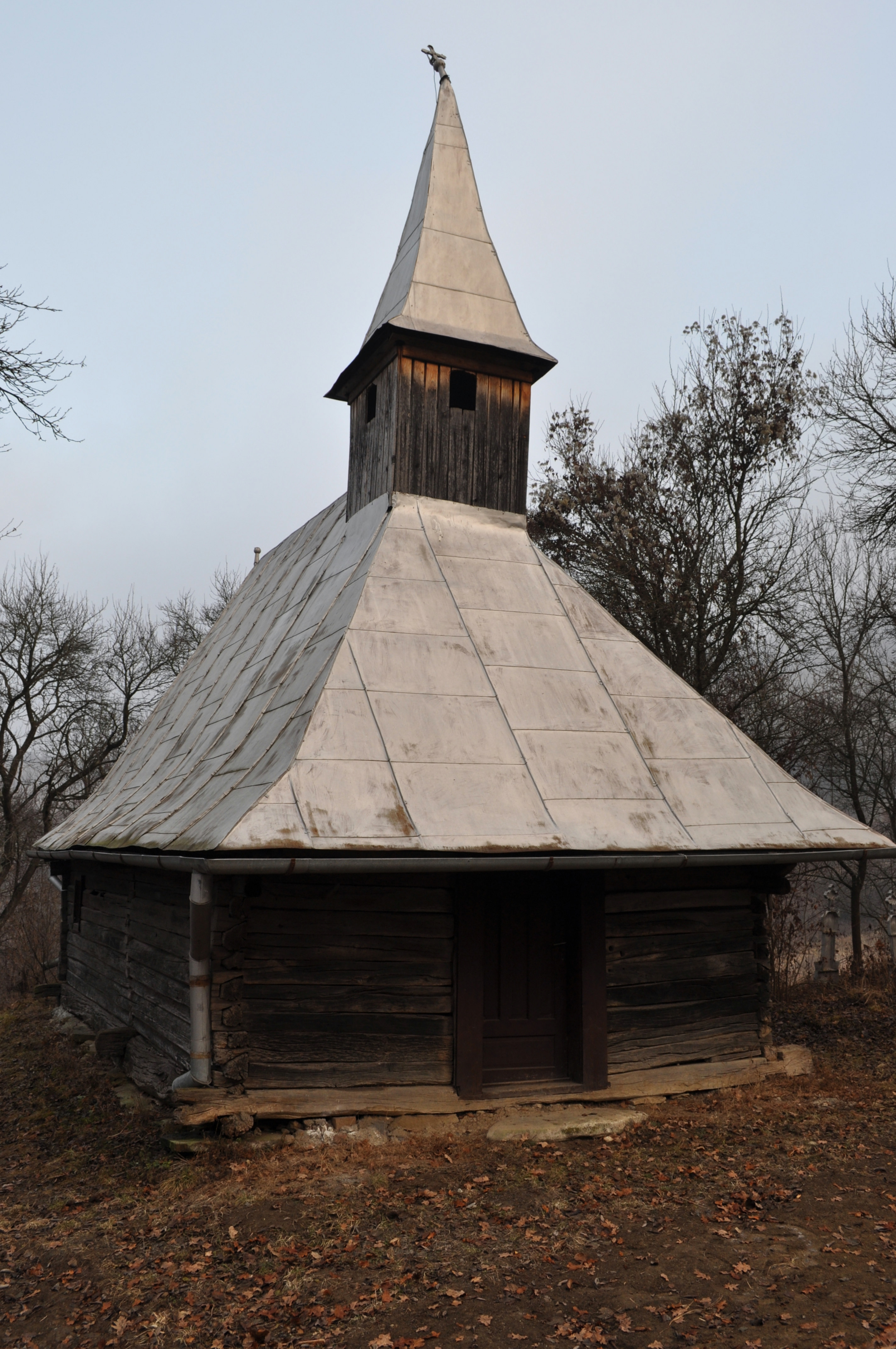
Biserica de lemn „Sfinții Arhangheli Mihail și Gavriil” din Băgaciu, comuna Pălatca, județul Cluj, foto: decembrie 2011.

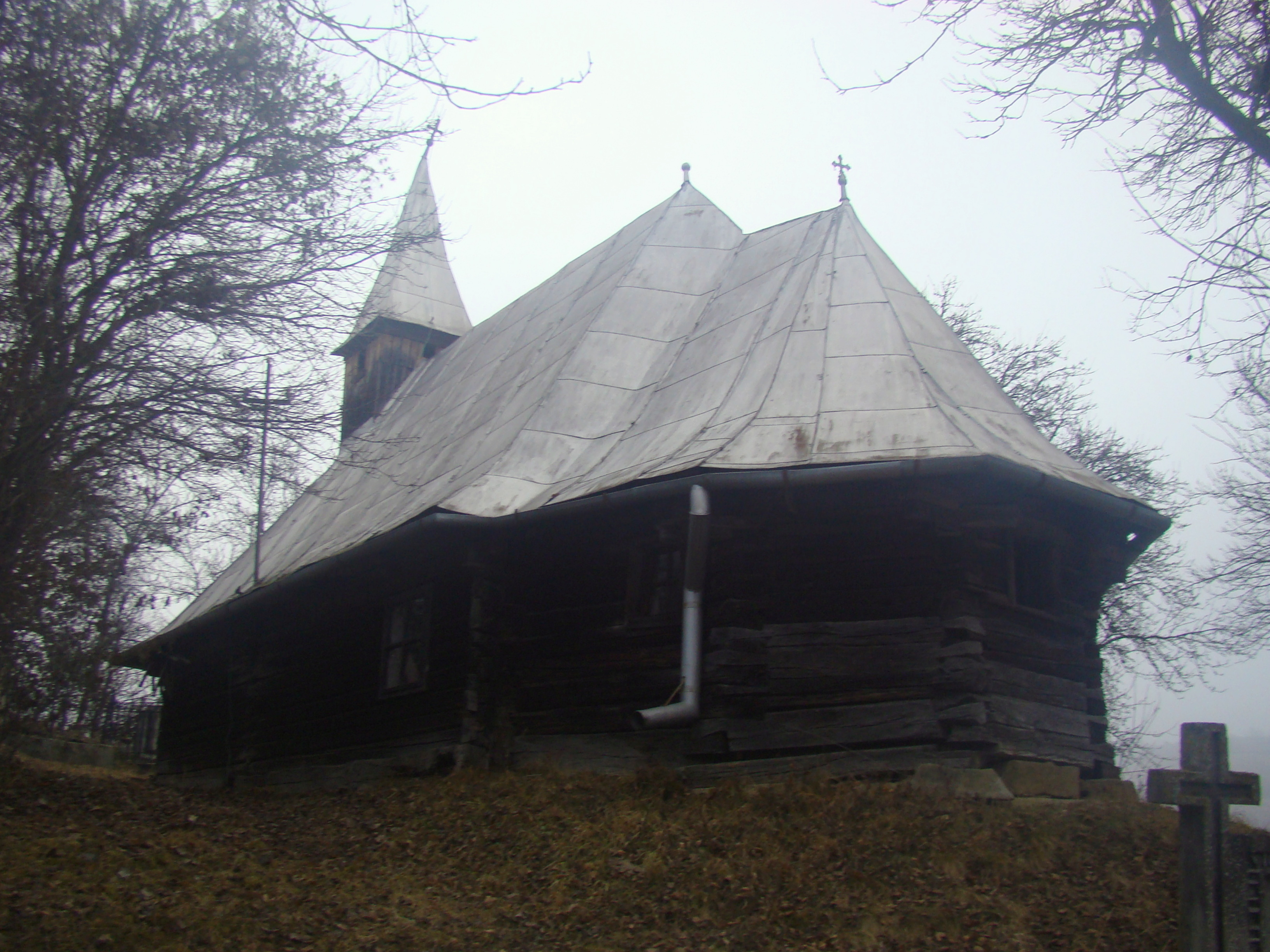
Biserica de lemn „Sfinții Arhangheli Mihail și Gavriil” din Băgaciu, comuna Pălatca, județul Cluj, foto: decembrie 2011.

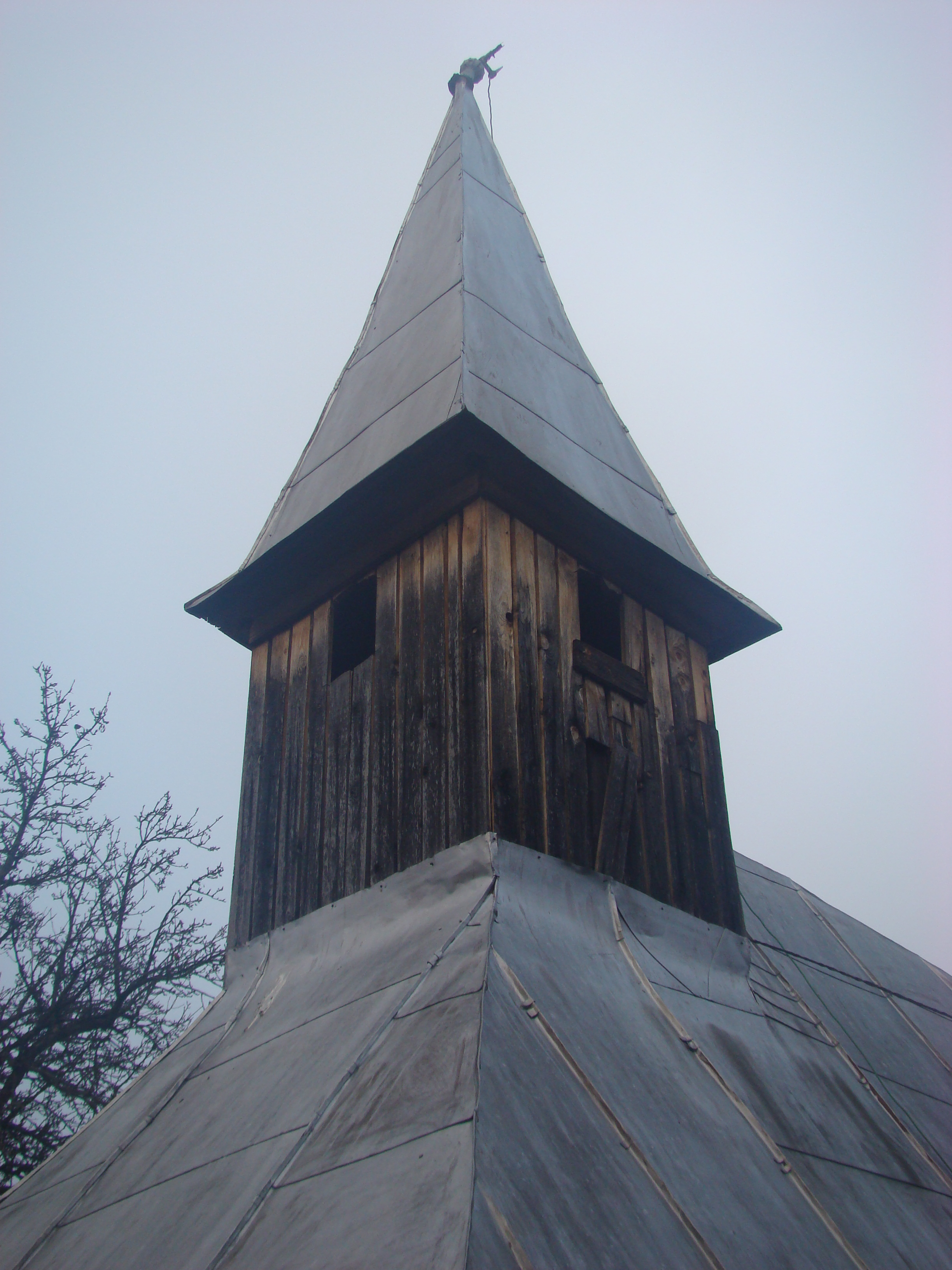
Turnul-clopotniță

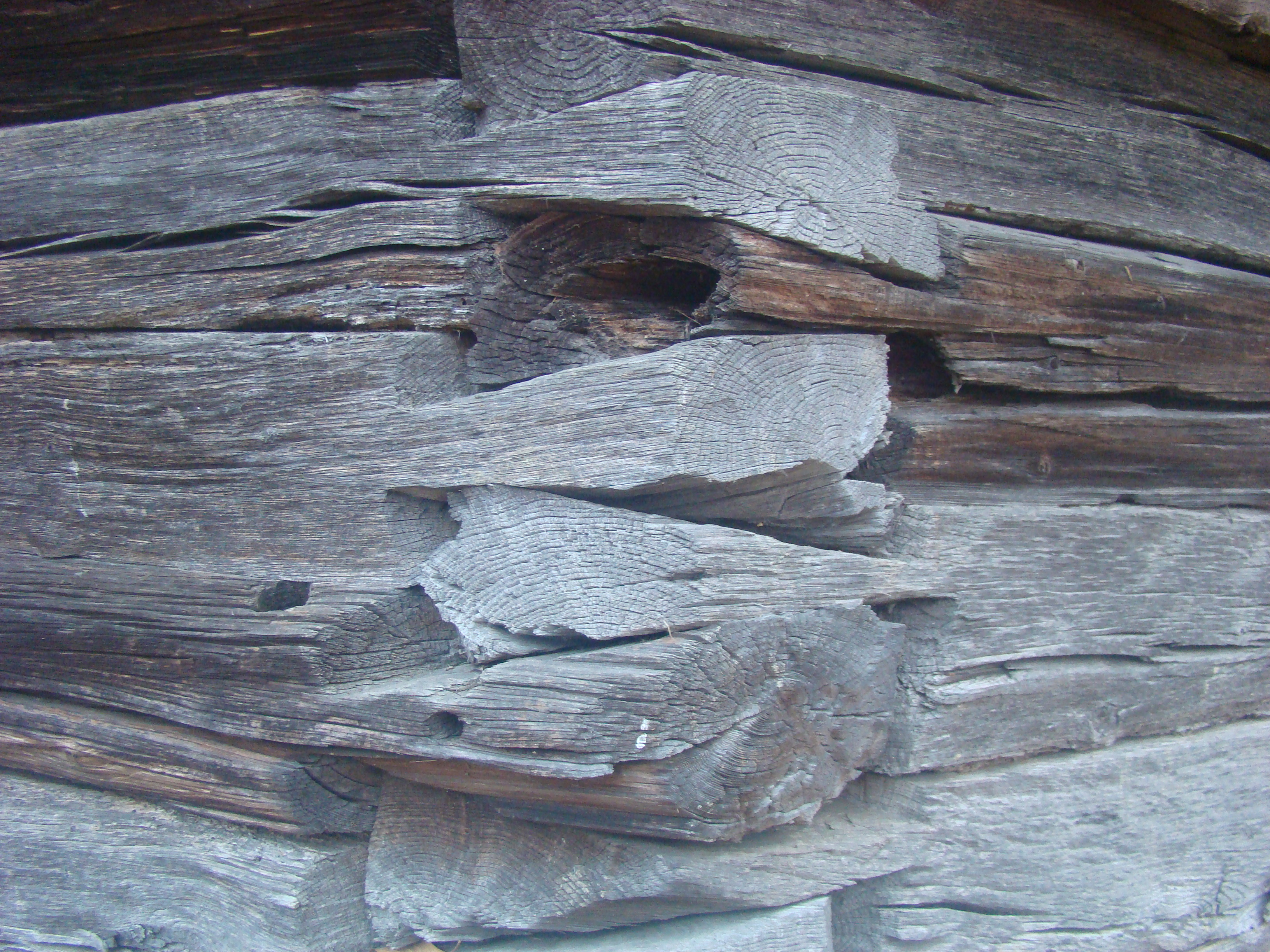
Îmbinări

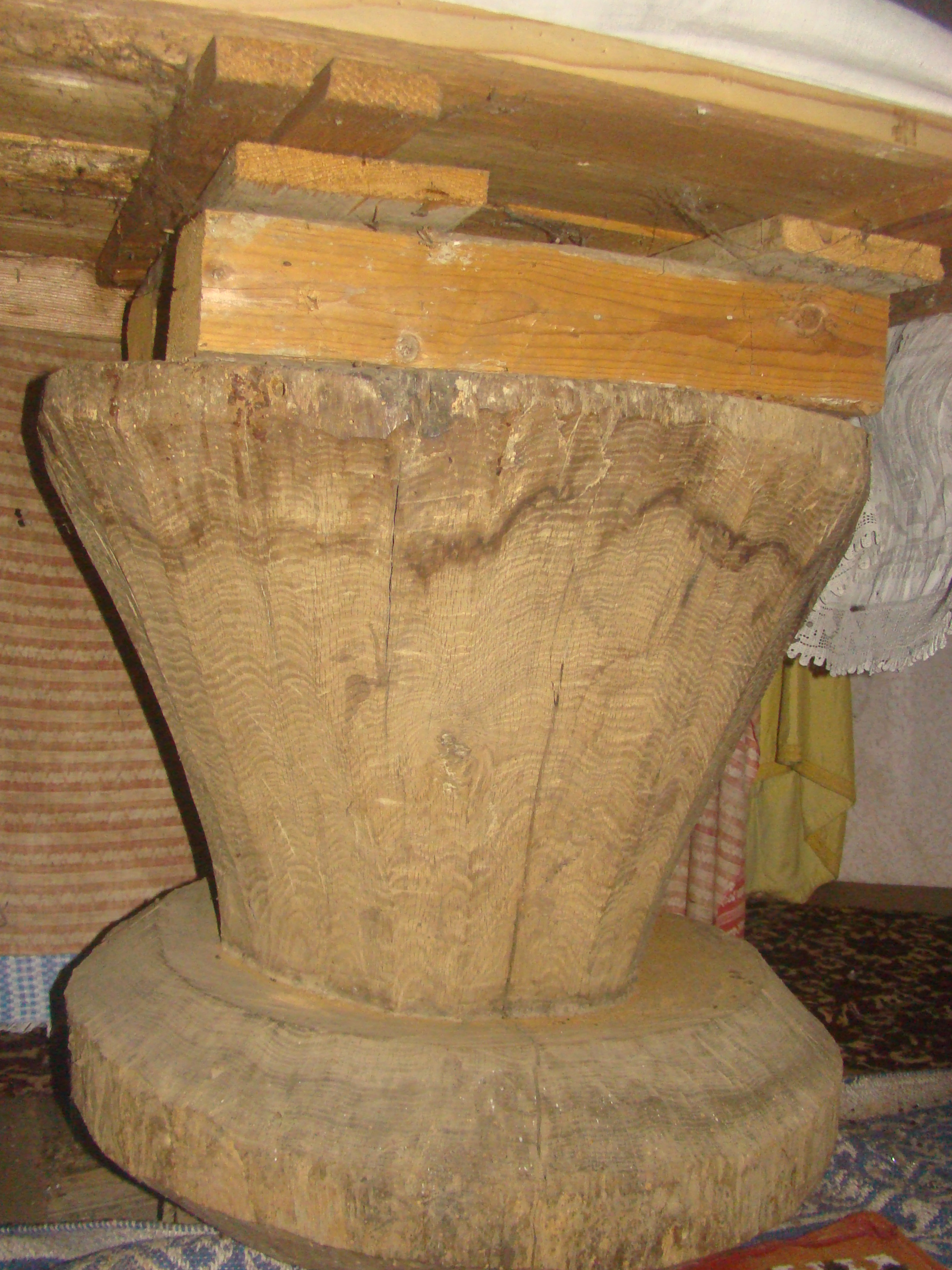
Piciorul mesei altarului

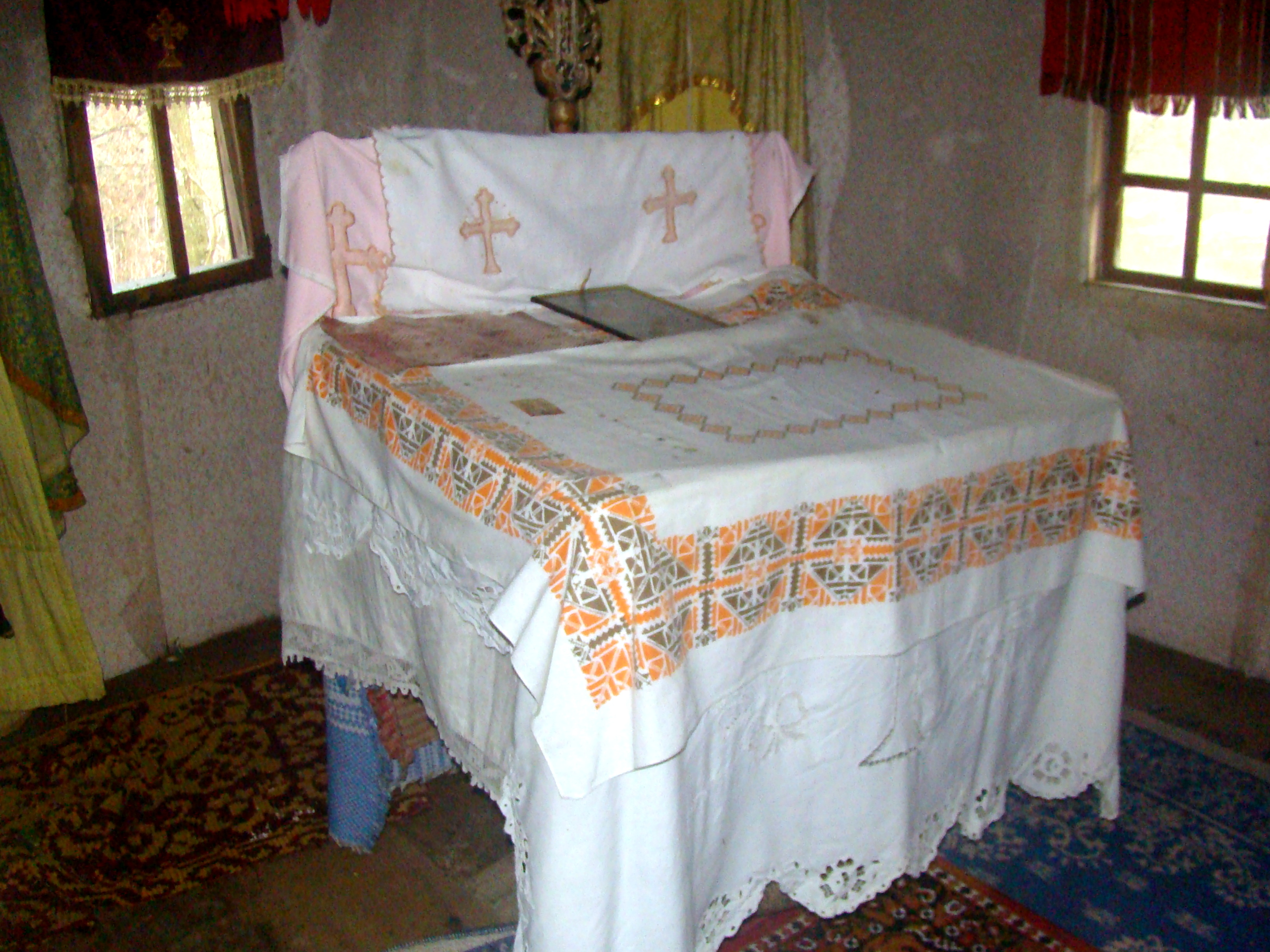
În altar

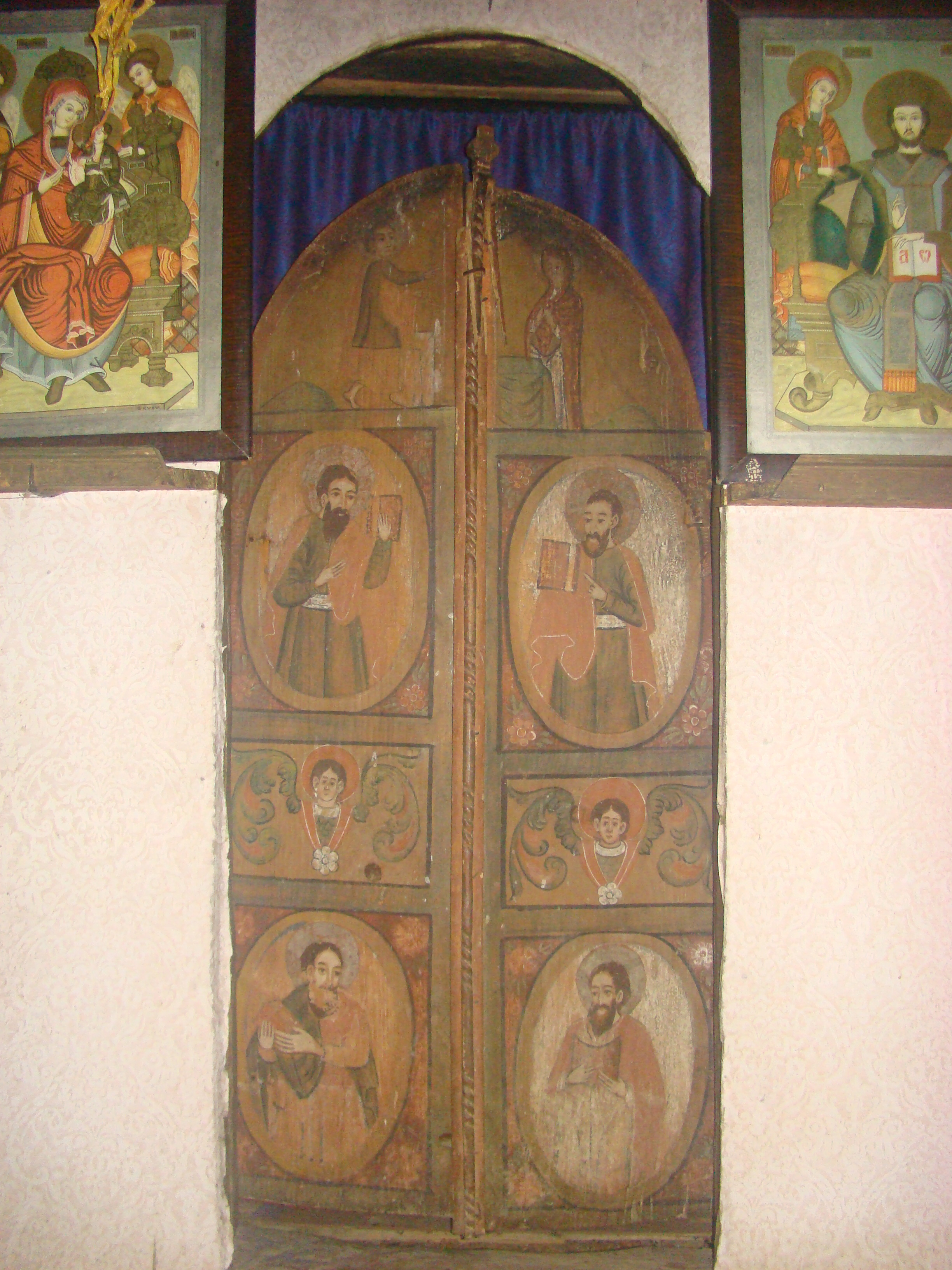
Ușile împărătești

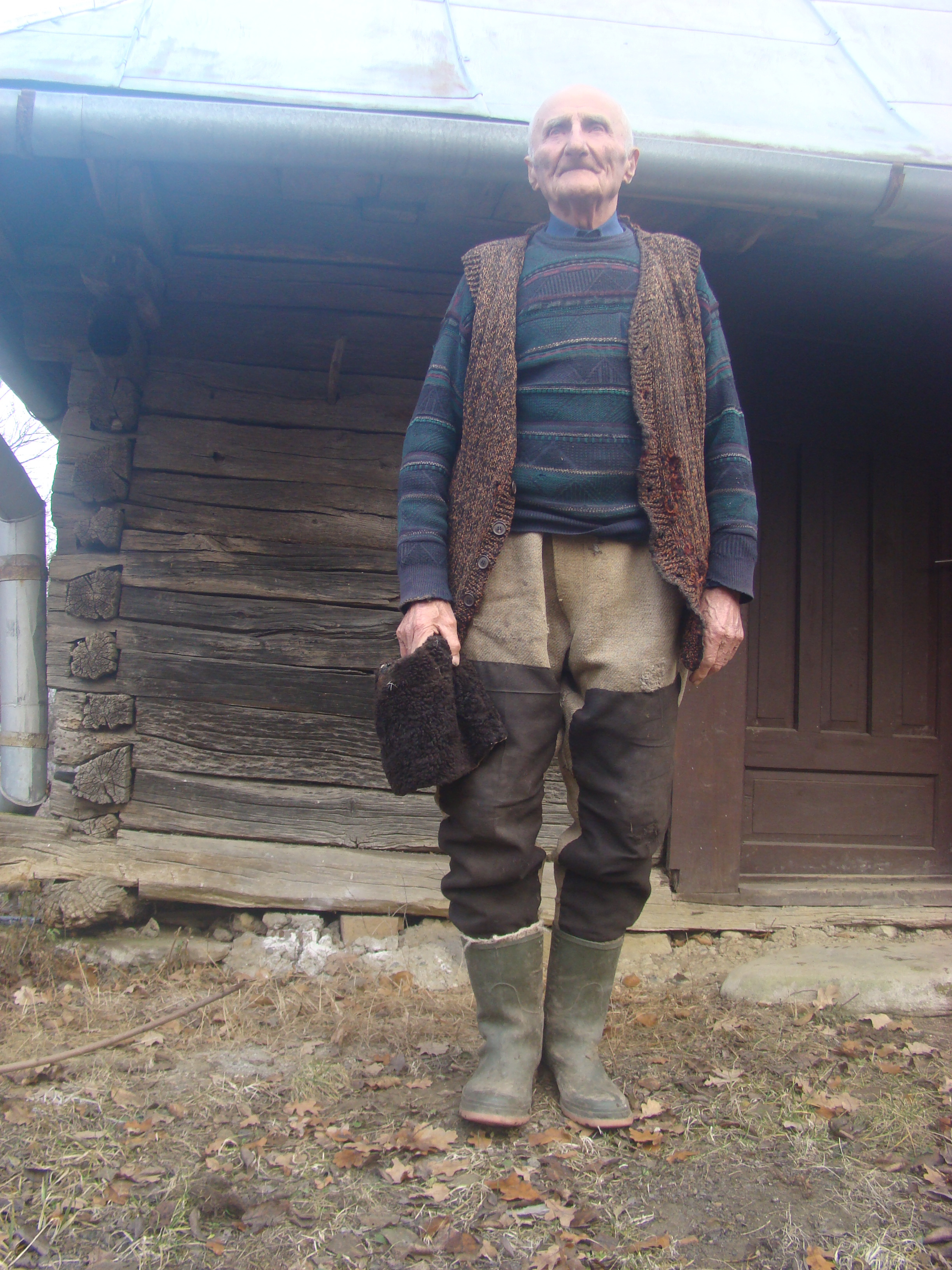
Sfătul (89 de ani)

Biserica de lemn din Băgaciu, comuna Pălatca, județul Cluj, datează aproximativ din anul 1700. Biserica are hramul „Sfinții Arhangheli Mihail și Gavriil” și se află pe noua listă a monumentelor istorice sub codul LMI: cod LMI CJ-II-m-B-07524.

## Istoric și trăsături
Biserica de lemn din Băgaciu, comuna Pălatca, este un edificiu încă în folosință, ridicat, probabil, la începutul secolului al XVIII-lea. Biserica se înalță pe un deal din partea de miazăzi a satului. Lăcașul cuprinde încăperile obișnuite: pronaos, naos și absida altarului poligonală, decroșată. La capătul vestic al coamei acoperișului se înalță turnul-clopotniță, încoronat cu un coif tronconic. Intrarea în biserică se deschide în fațada vestică.
Decorul sculptat. Biserica nu a fost împodobită cu decor sculptat.
Pictură. Pereții interiorului sunt acoperiți cu un tapet deja vechi și uzat, cu motive florale.
Patrimoniul. Icoanele pe lemn care se aflau în patrimoniul bisericii cu ani în urmă: Înălțarea Domnului, datată în secolul al XVII-lea (datorită caracteristicilor stilistice destul de arhaice) și Sfântul Nicolae, icoană din secolul al XVIII-lea, nu se mai găsesc în biserică. Se păstrează câteva cruci pictate. Ușile împărătești au fost repictate.
Starea de conservare. Și în acest caz s-a folosit soluția tablei pentru acoperiș. Modificările aduse de-a lungul timpului, au îndepărtat cu totul aspectul original al interiorului, iar tapetul impiedică evaluarea stării lemnului. Talpa este așezată direct pe pământ.

## Imagini din interior

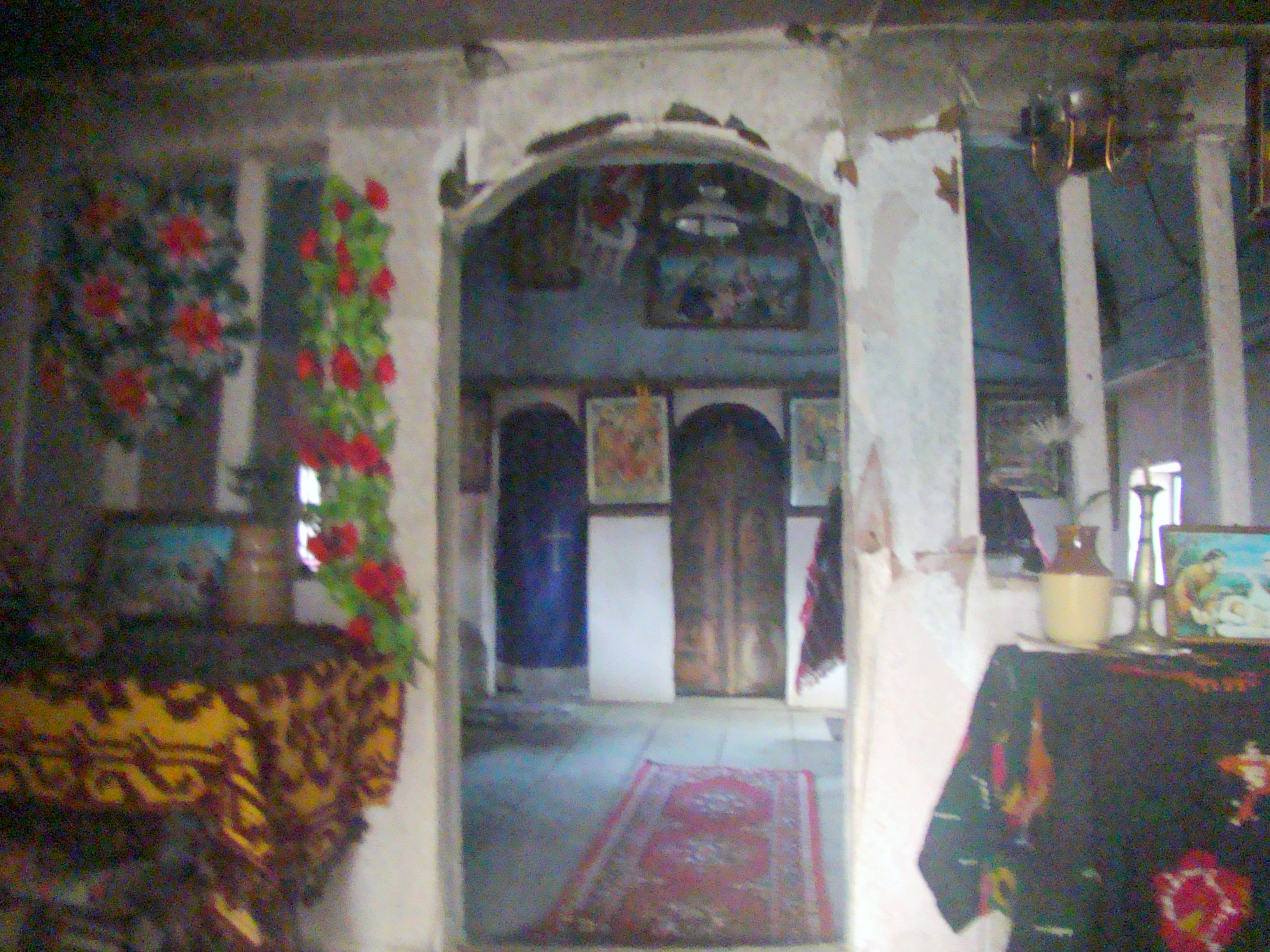
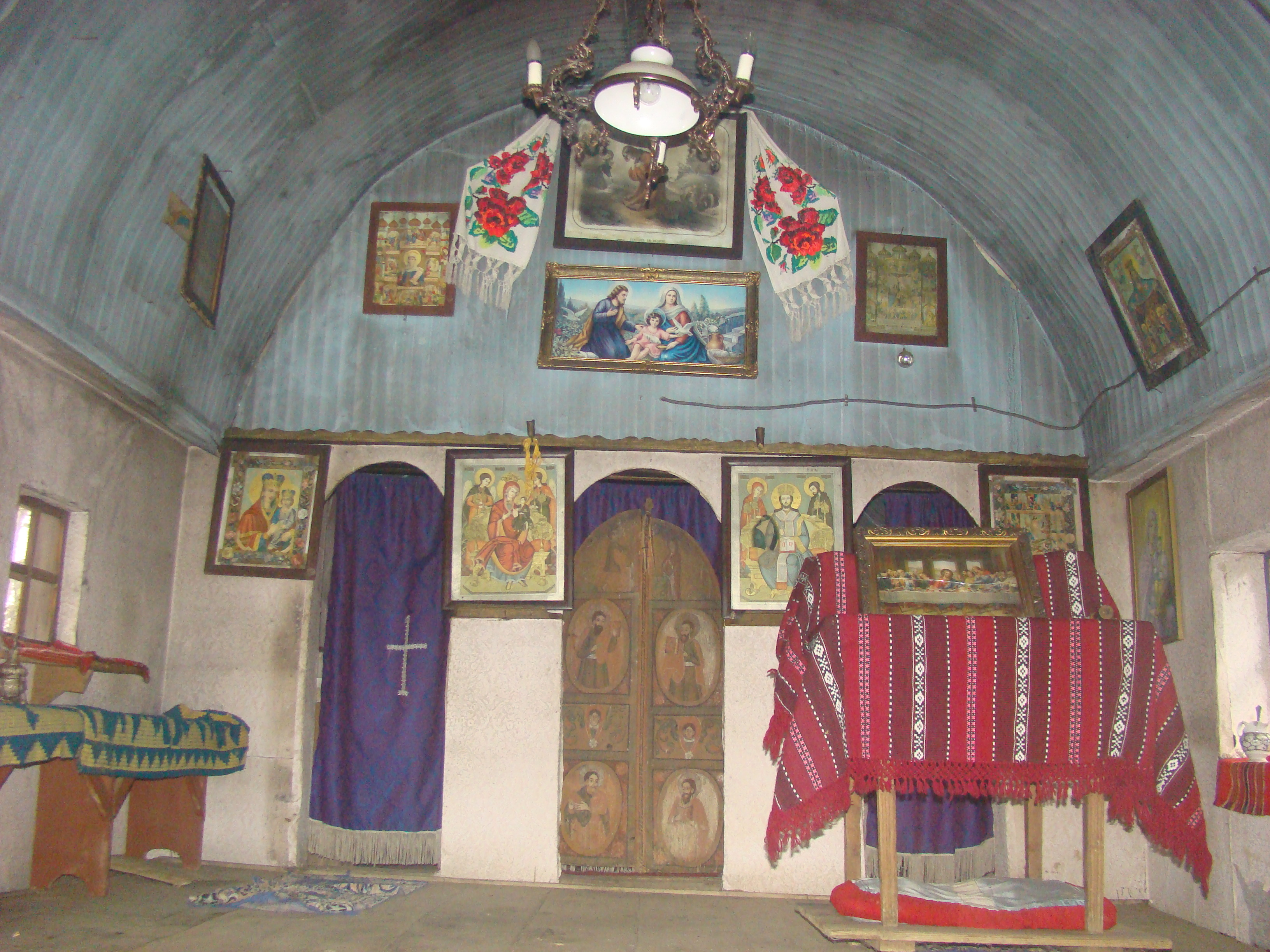
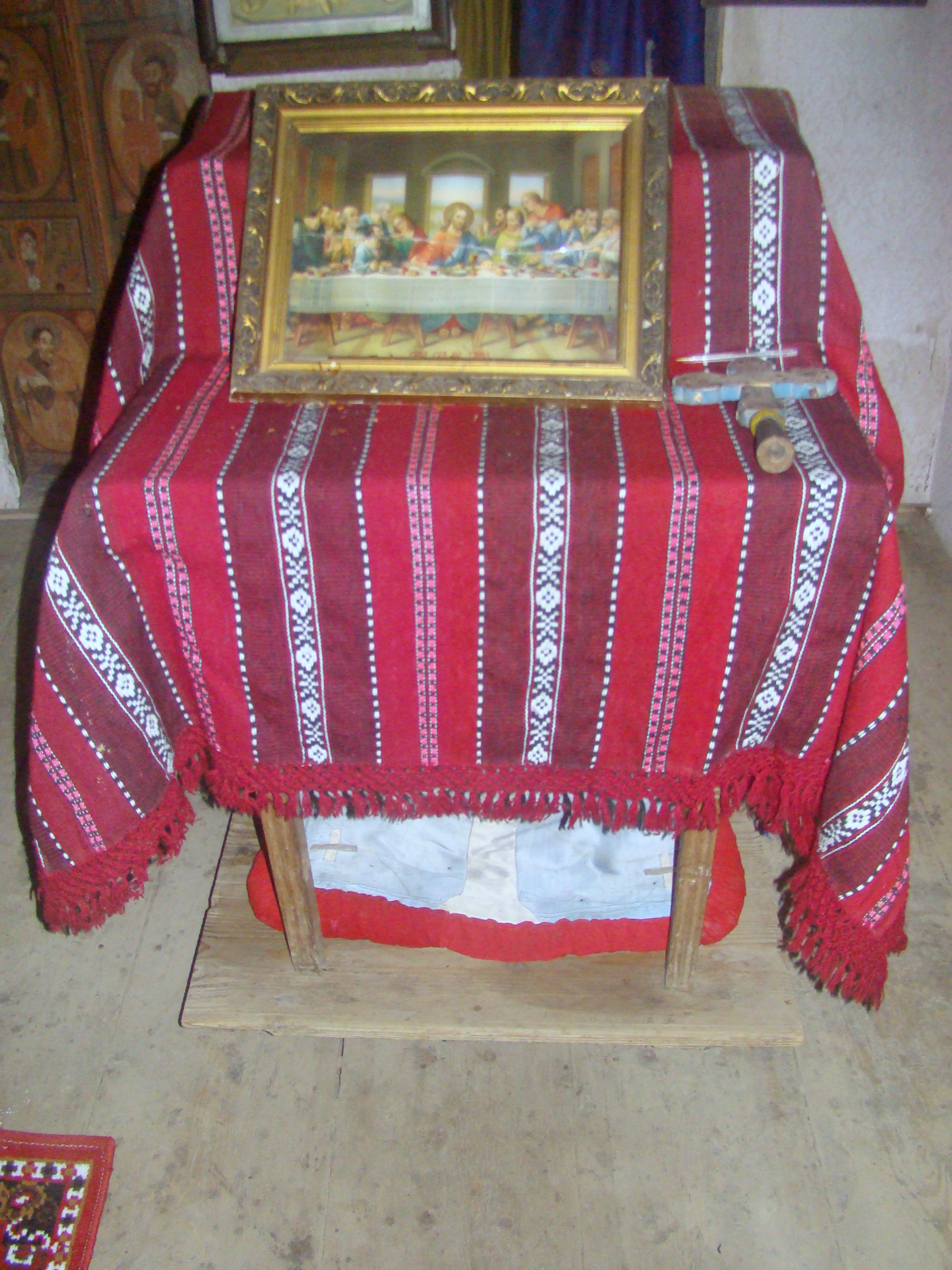
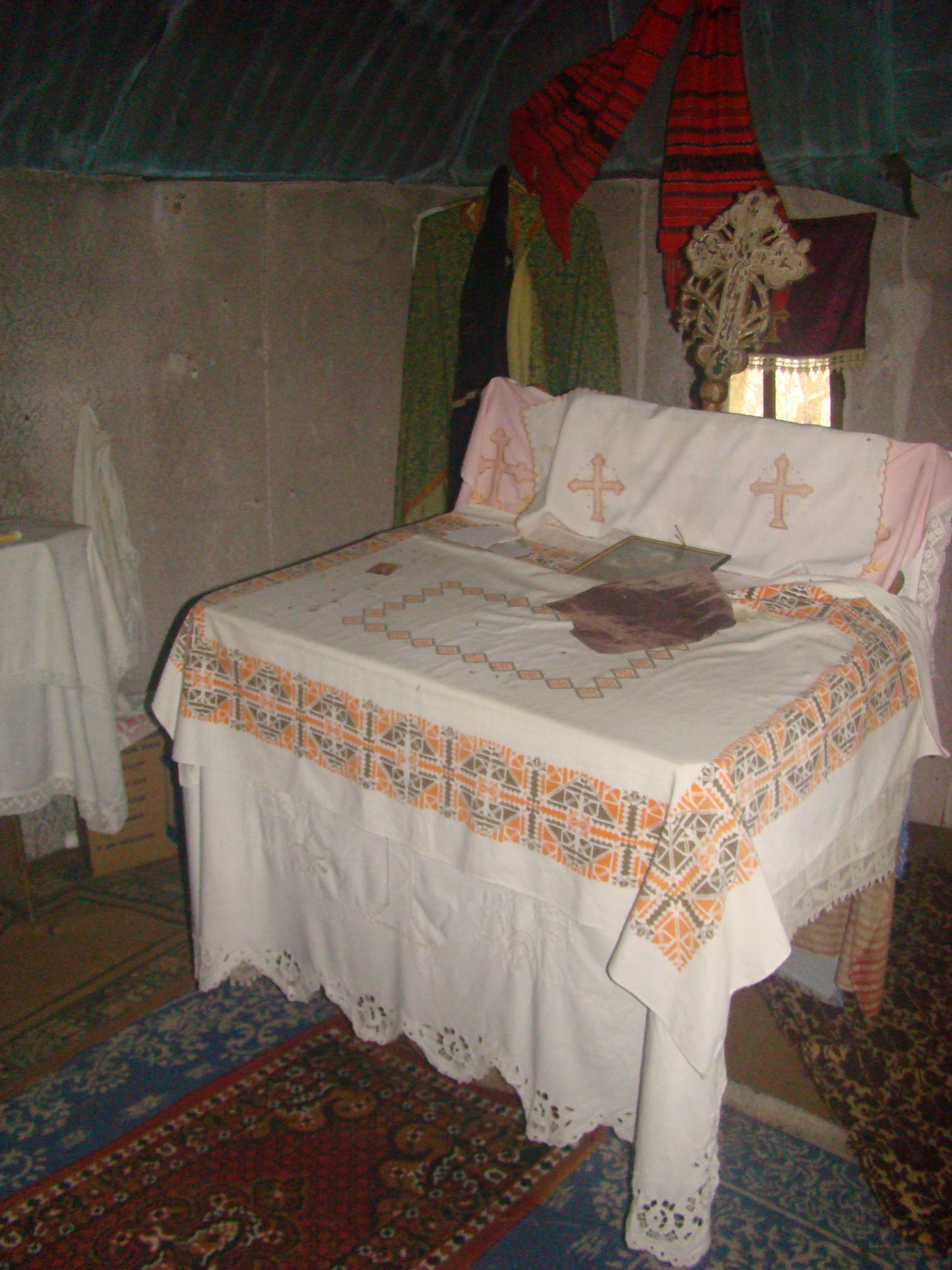
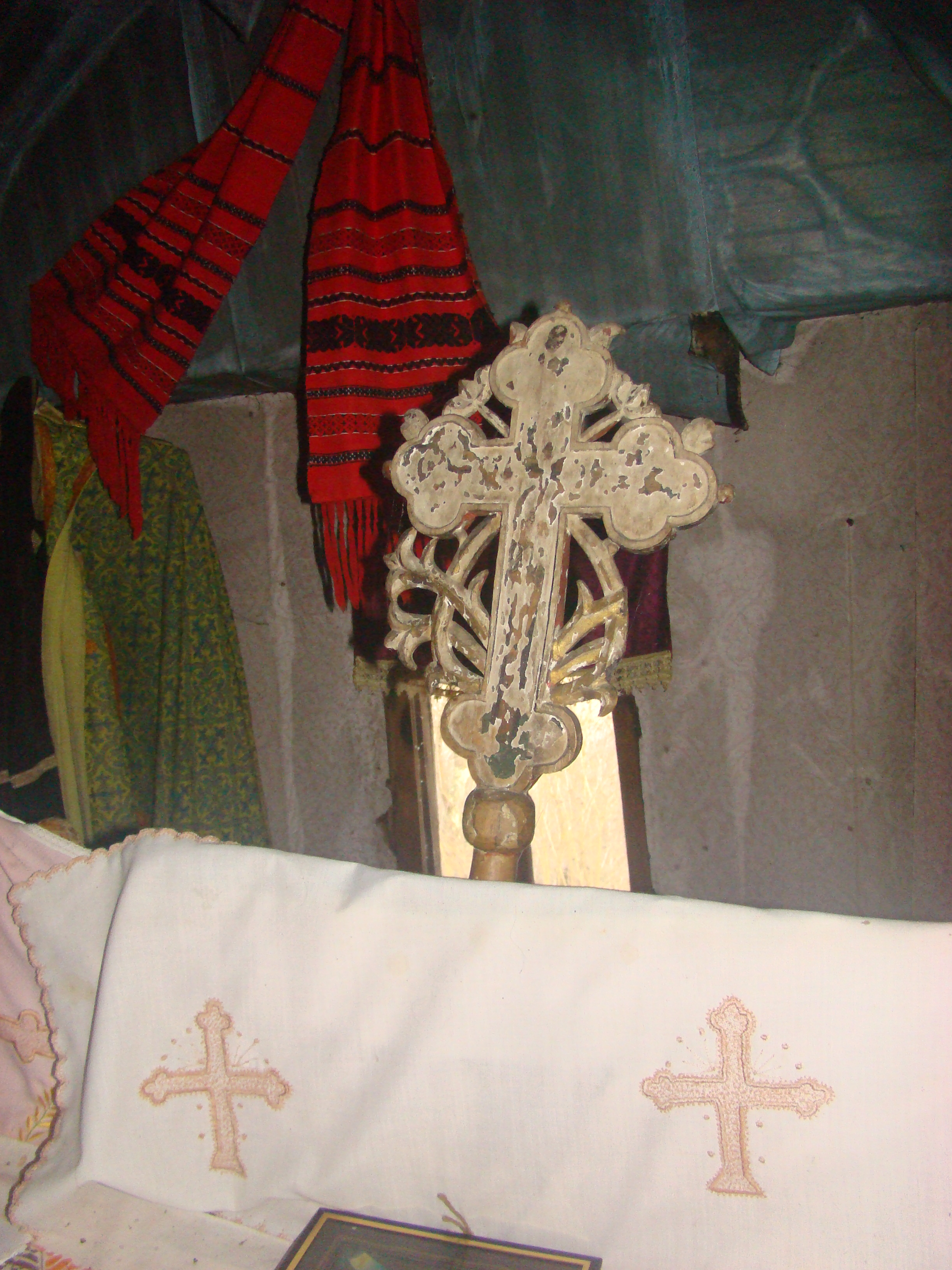
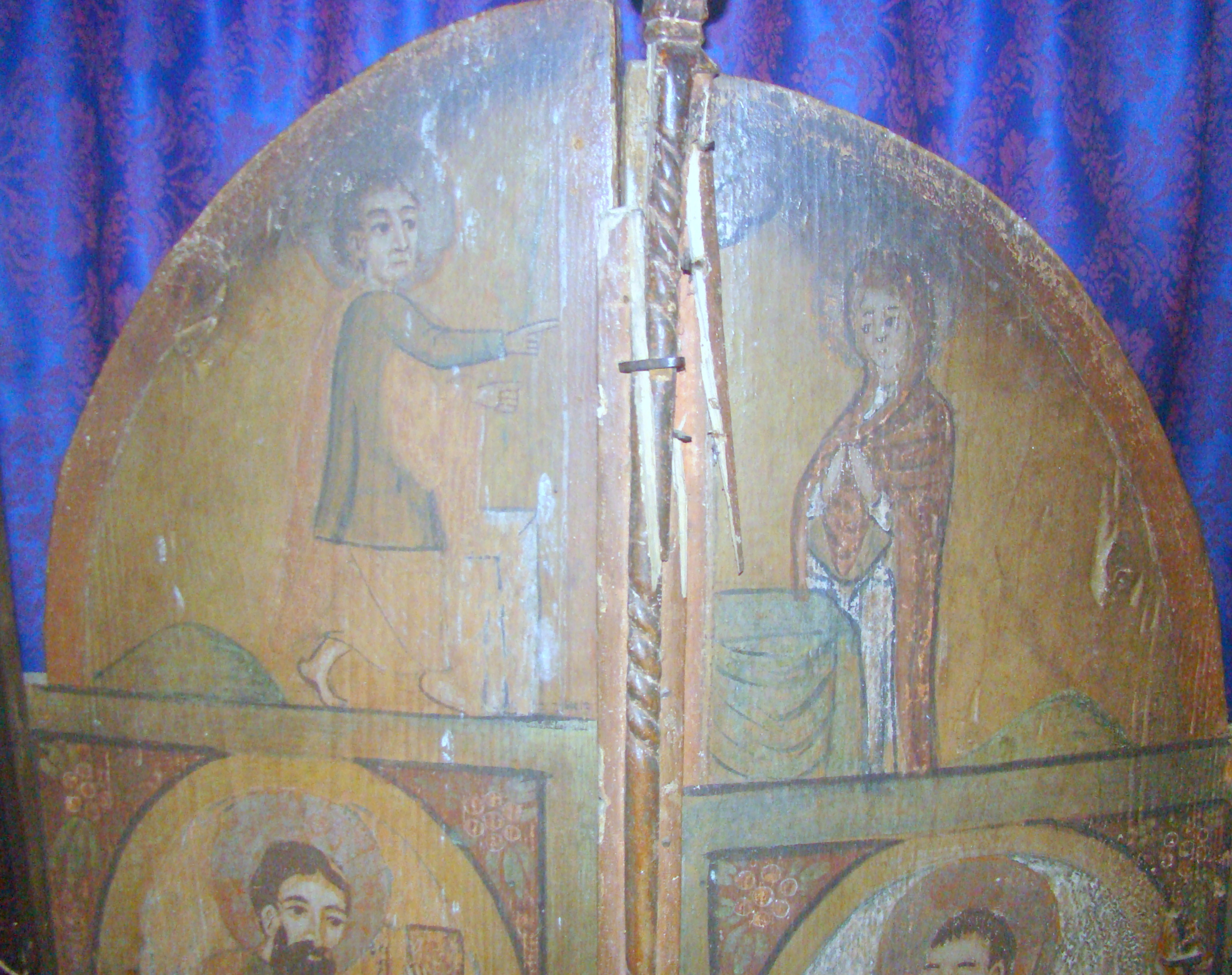
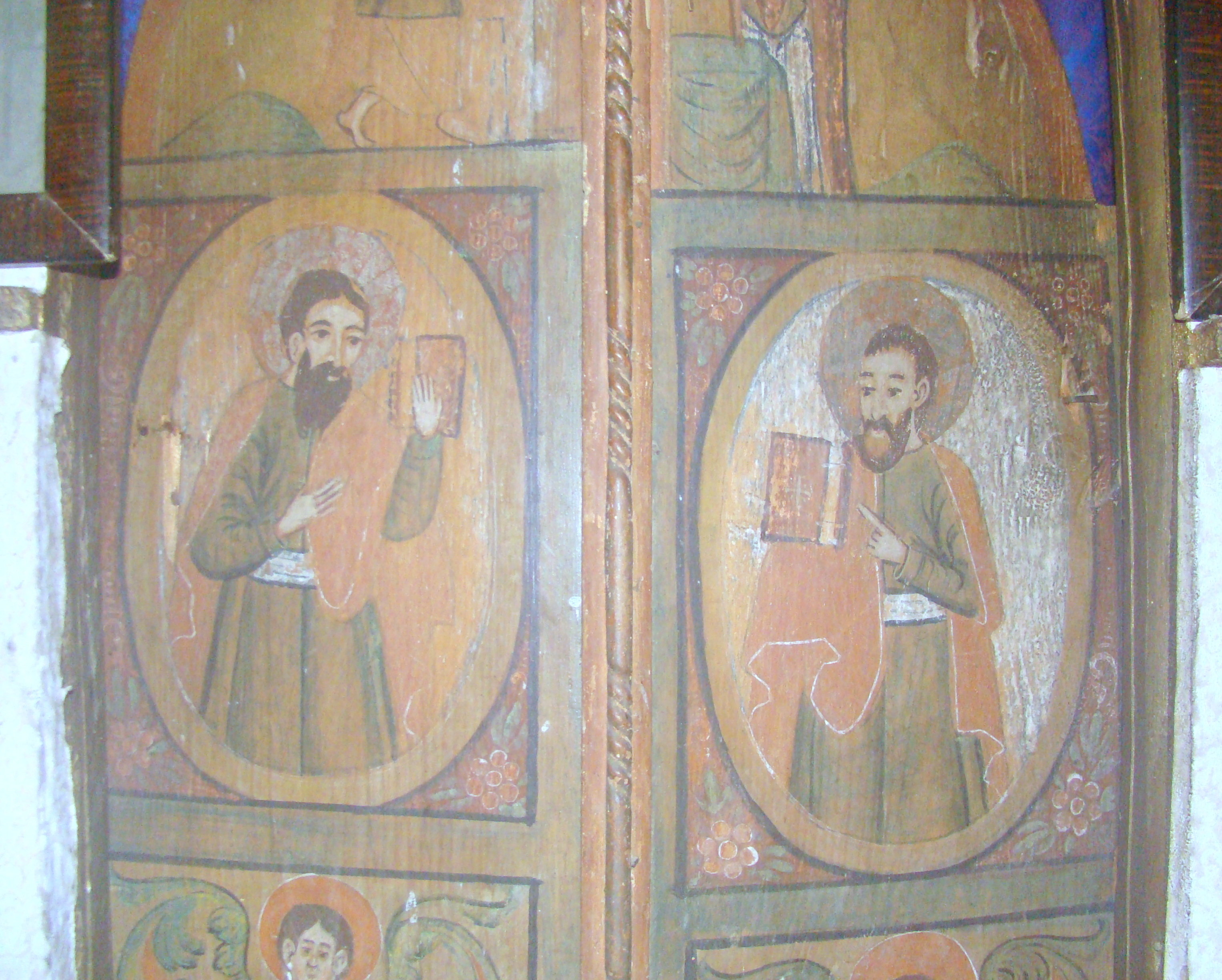
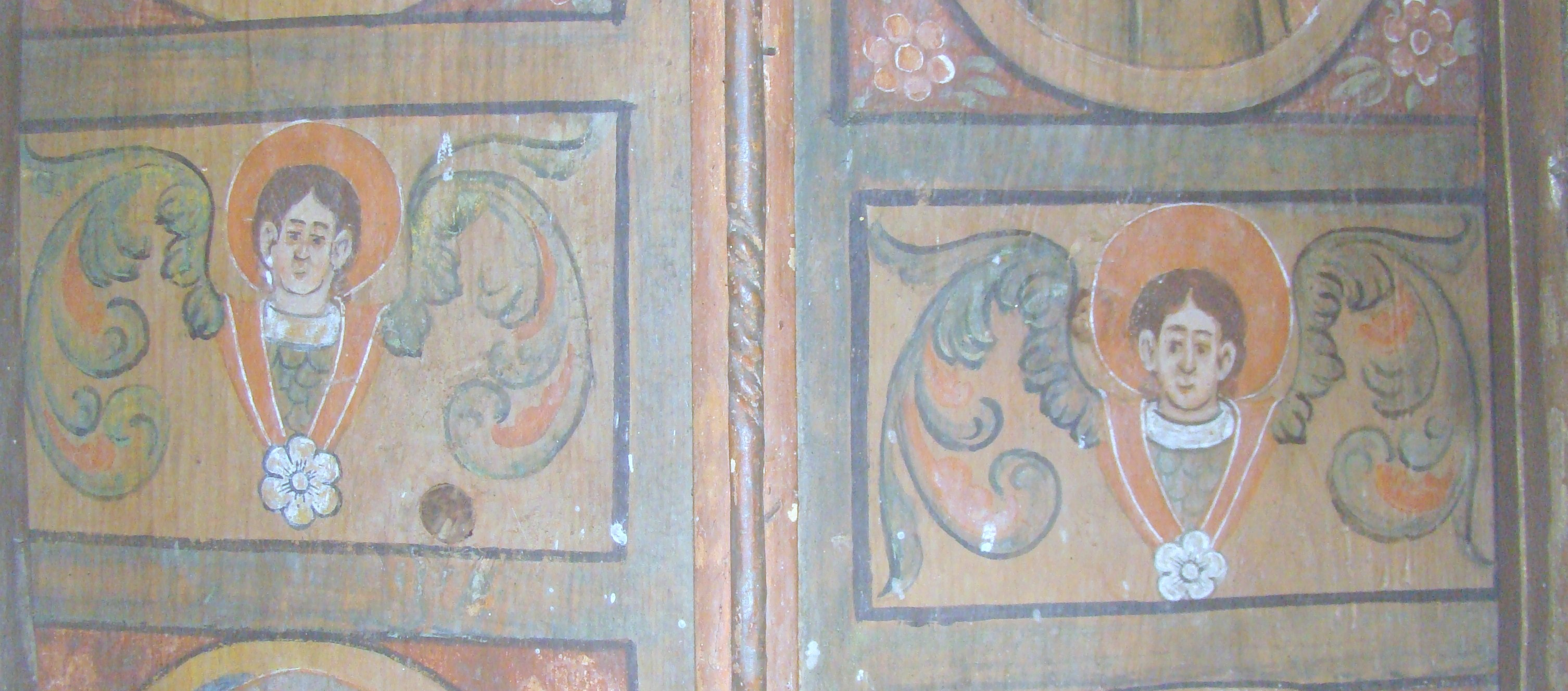
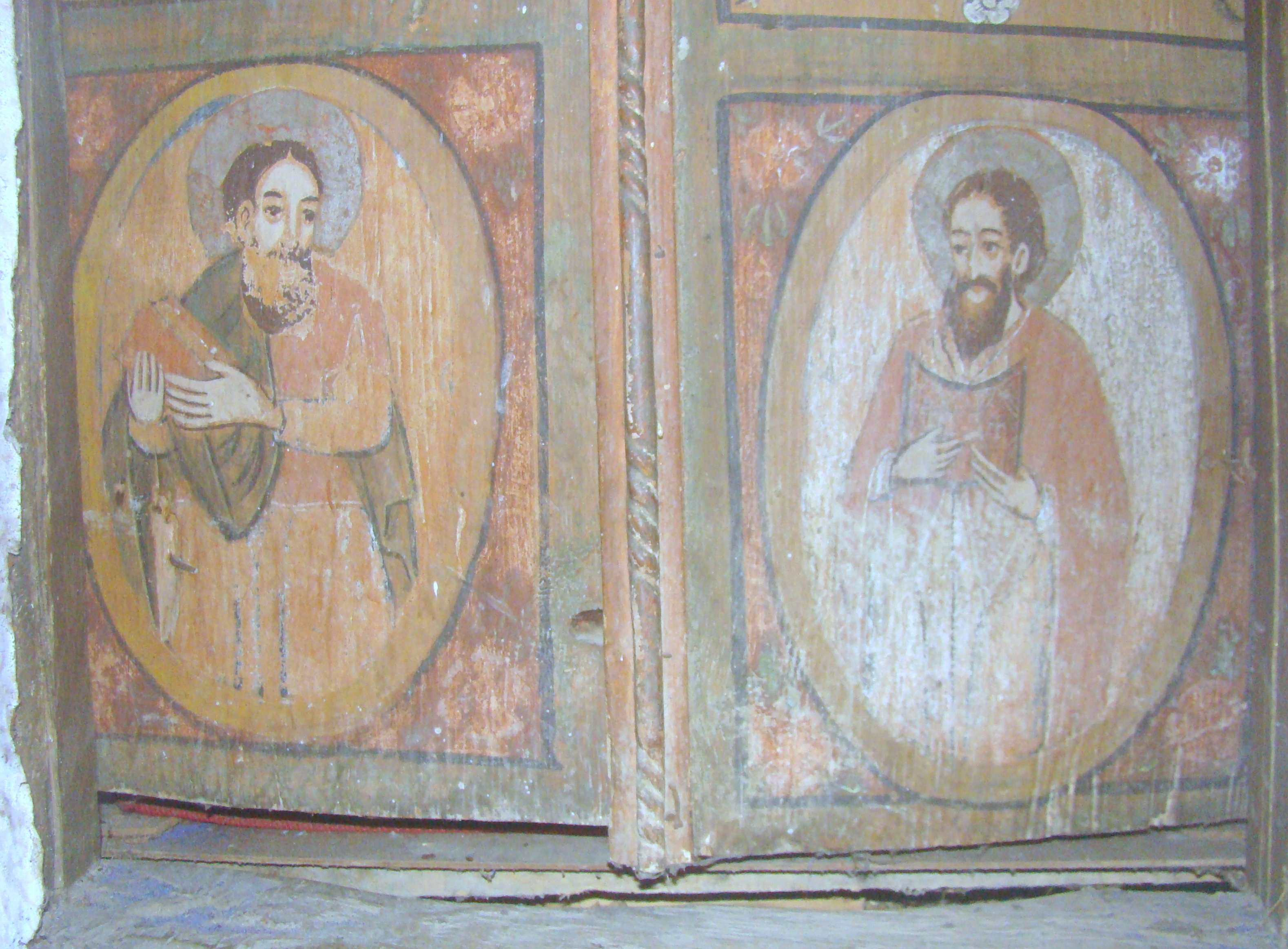
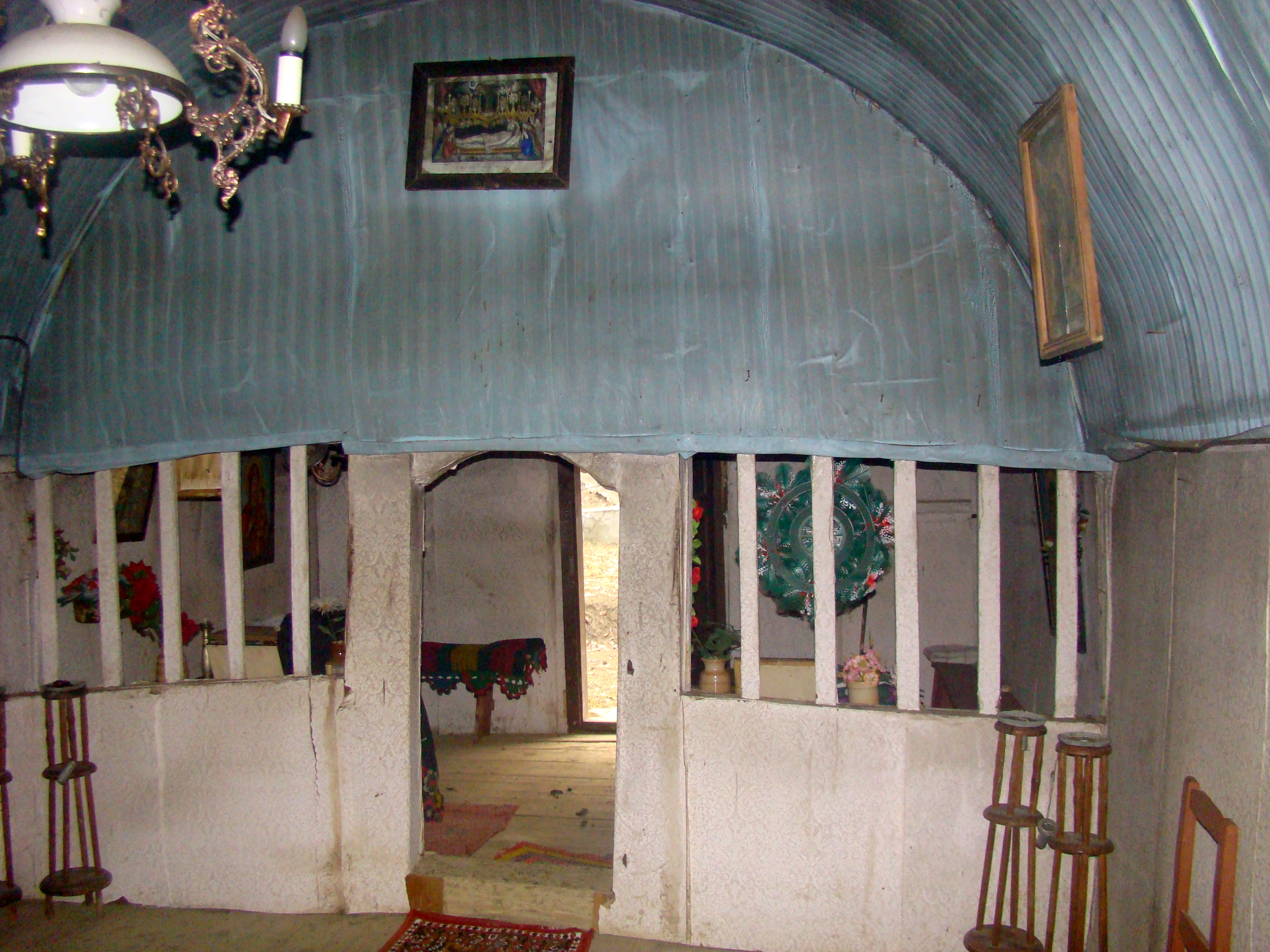
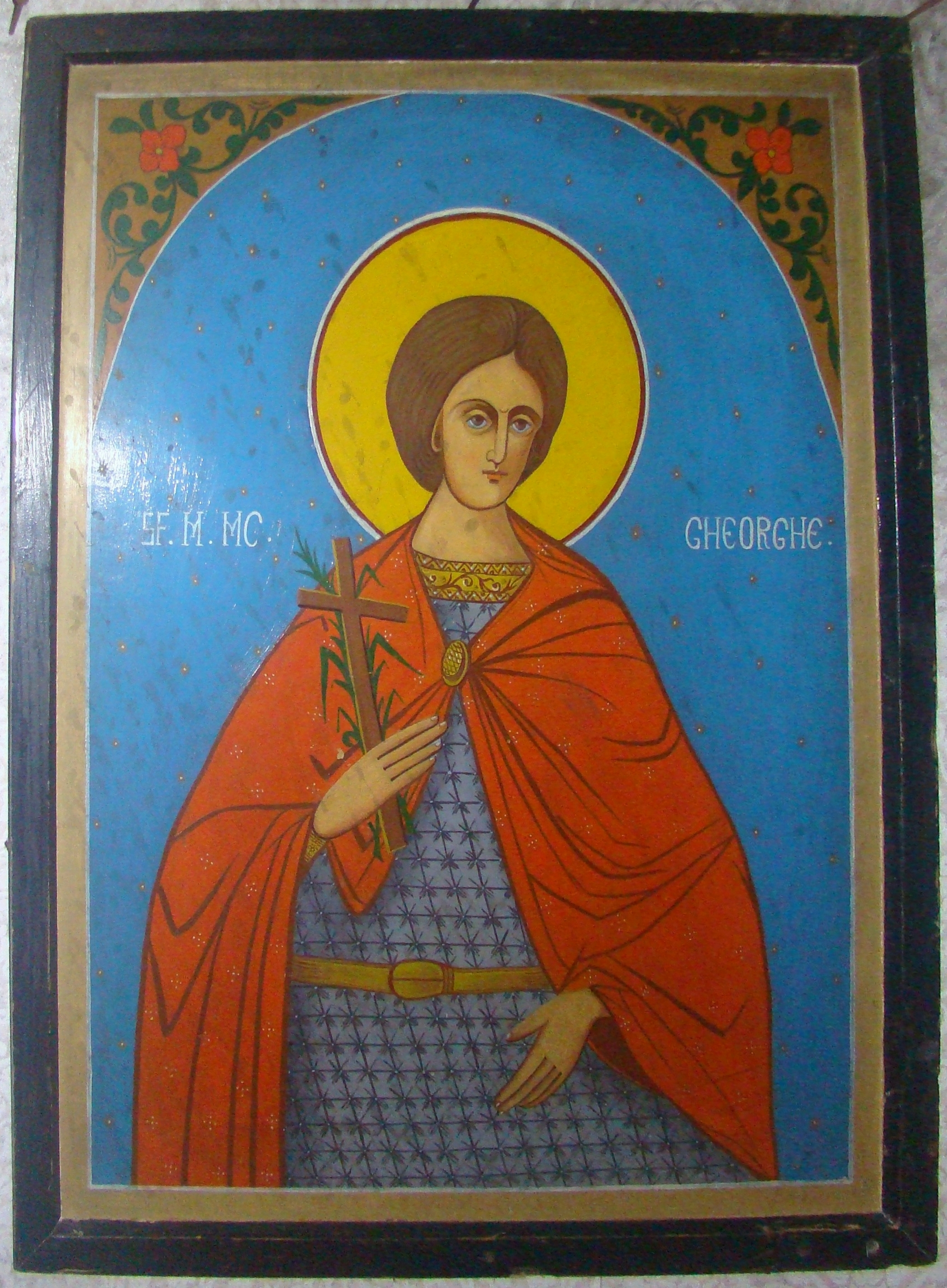
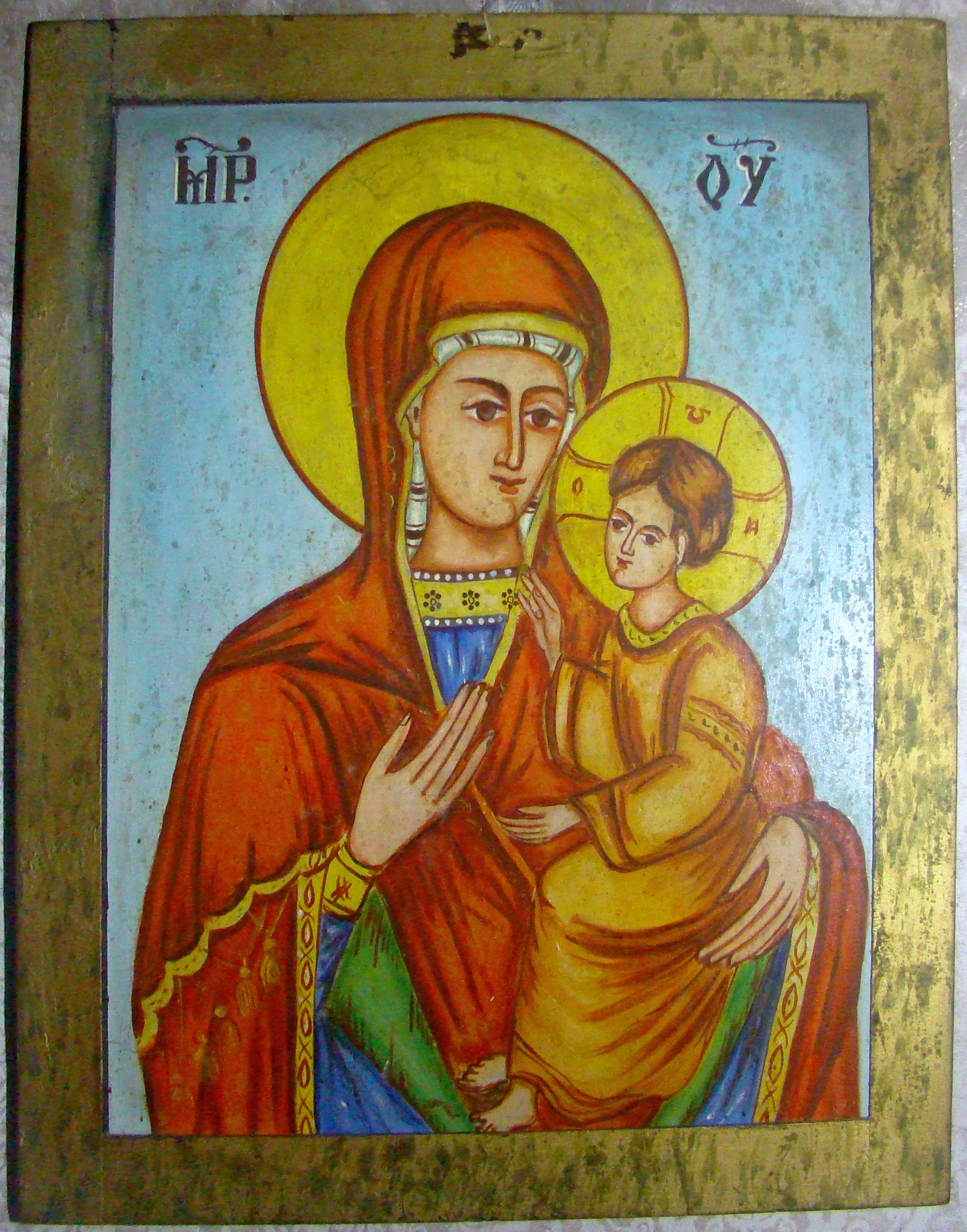
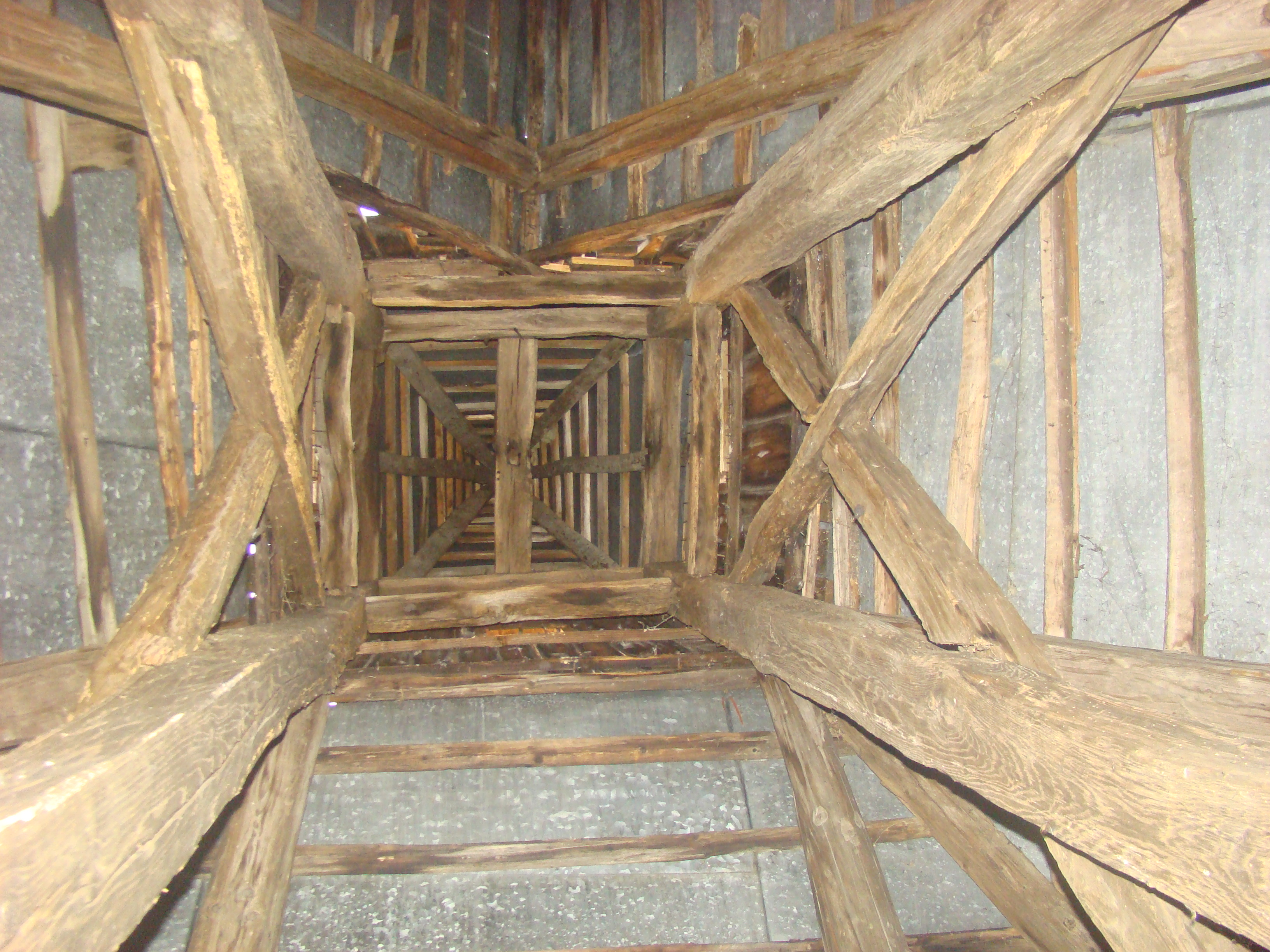

## Imagini din exterior

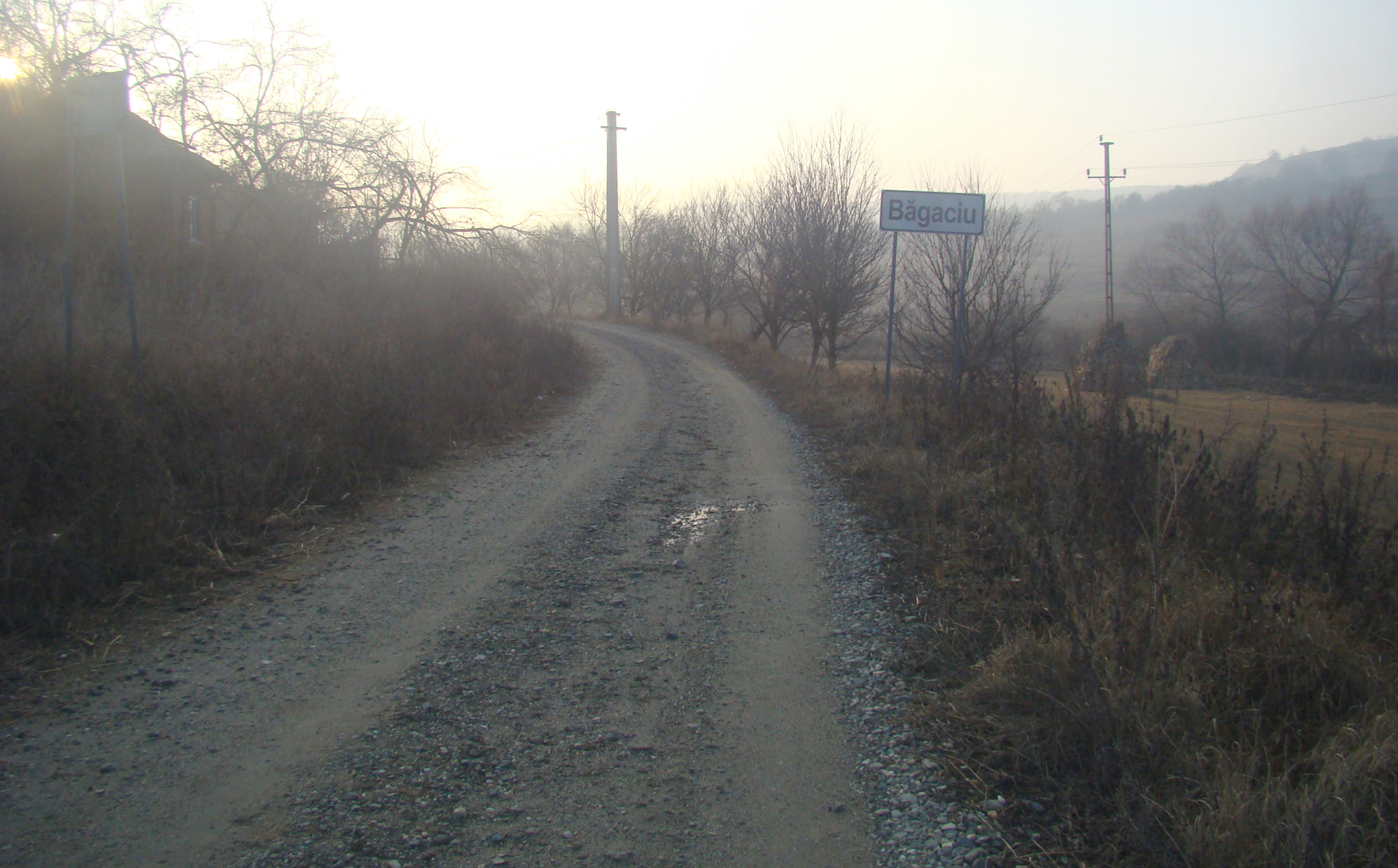
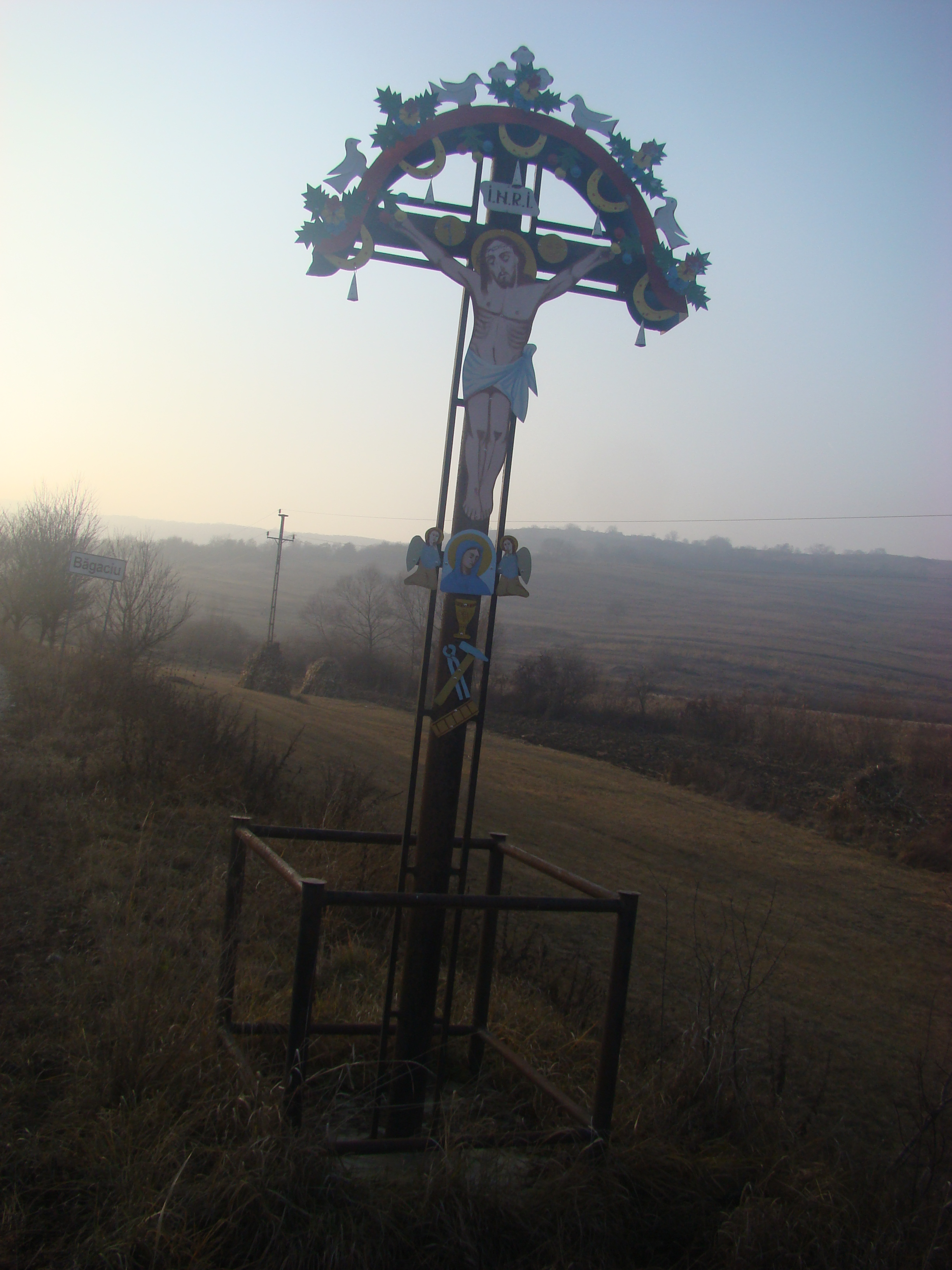
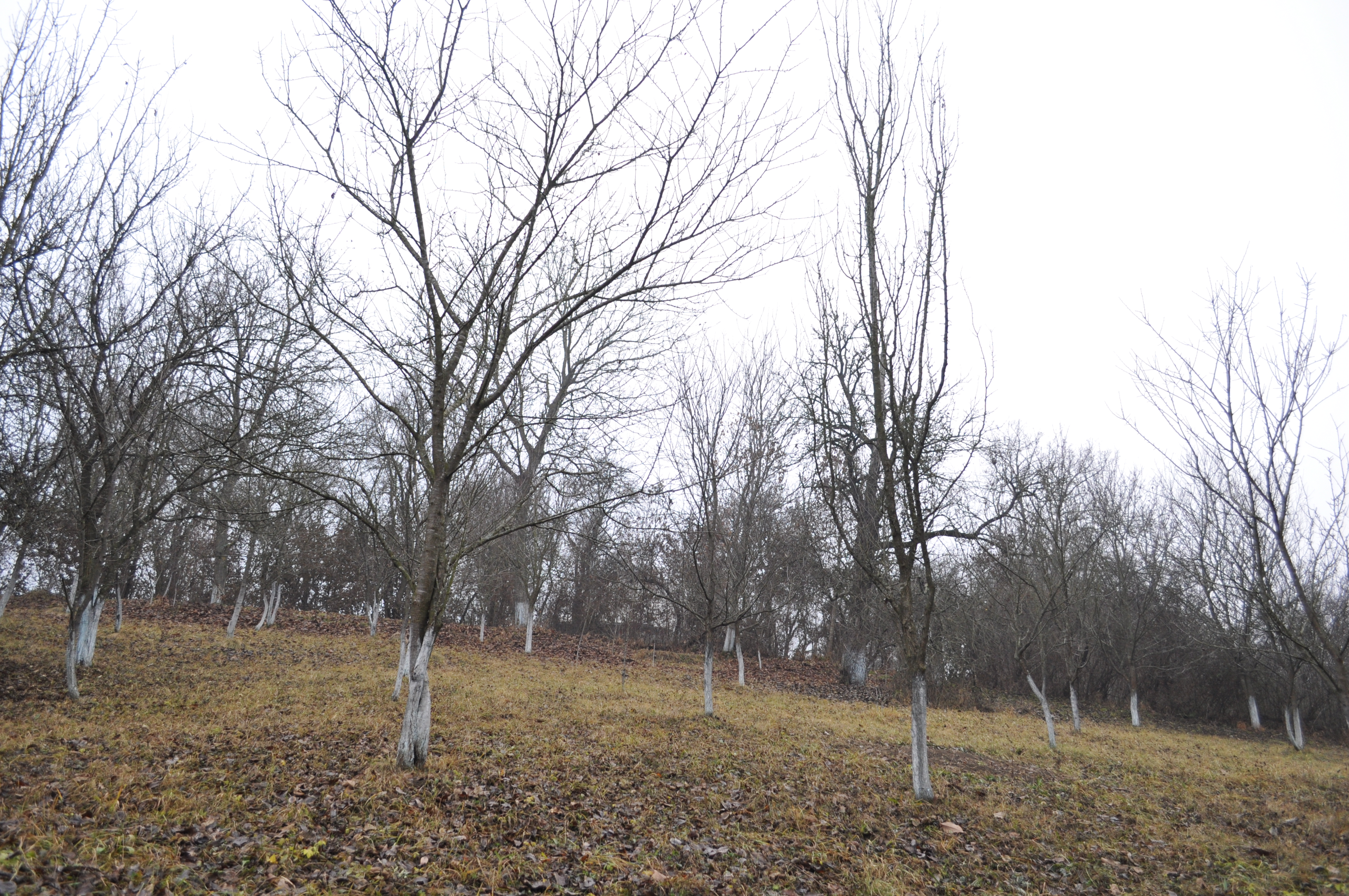
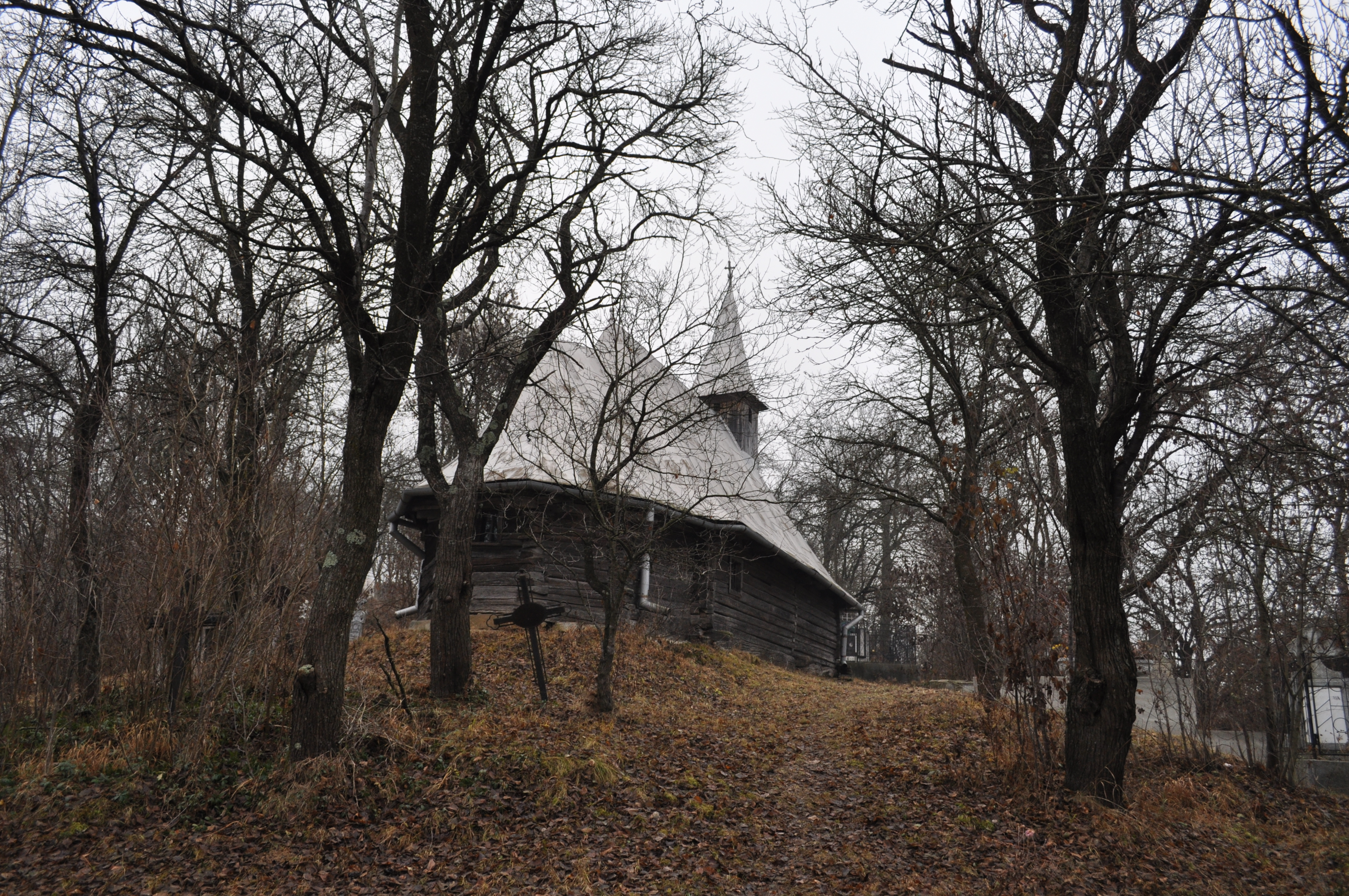
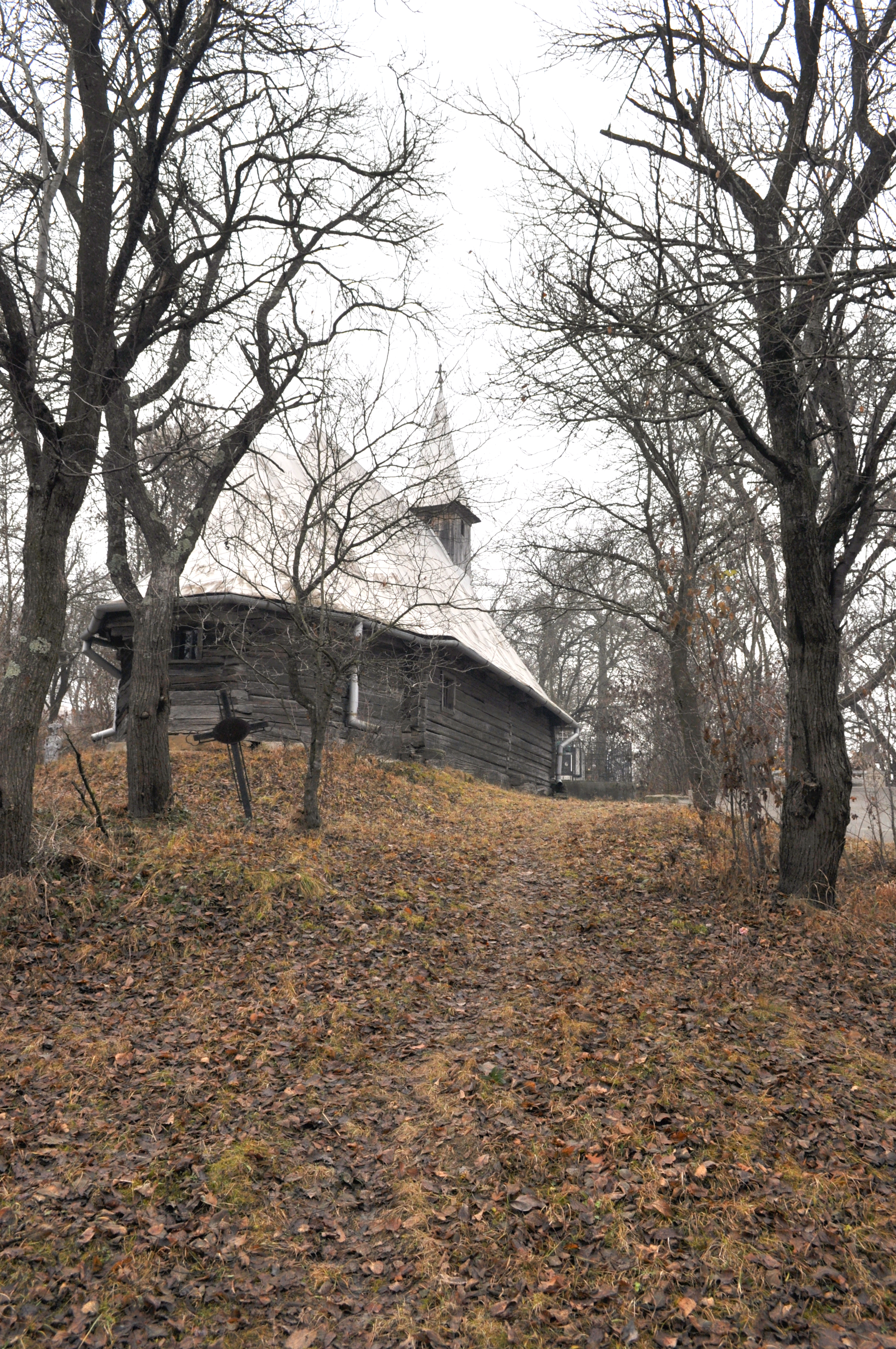
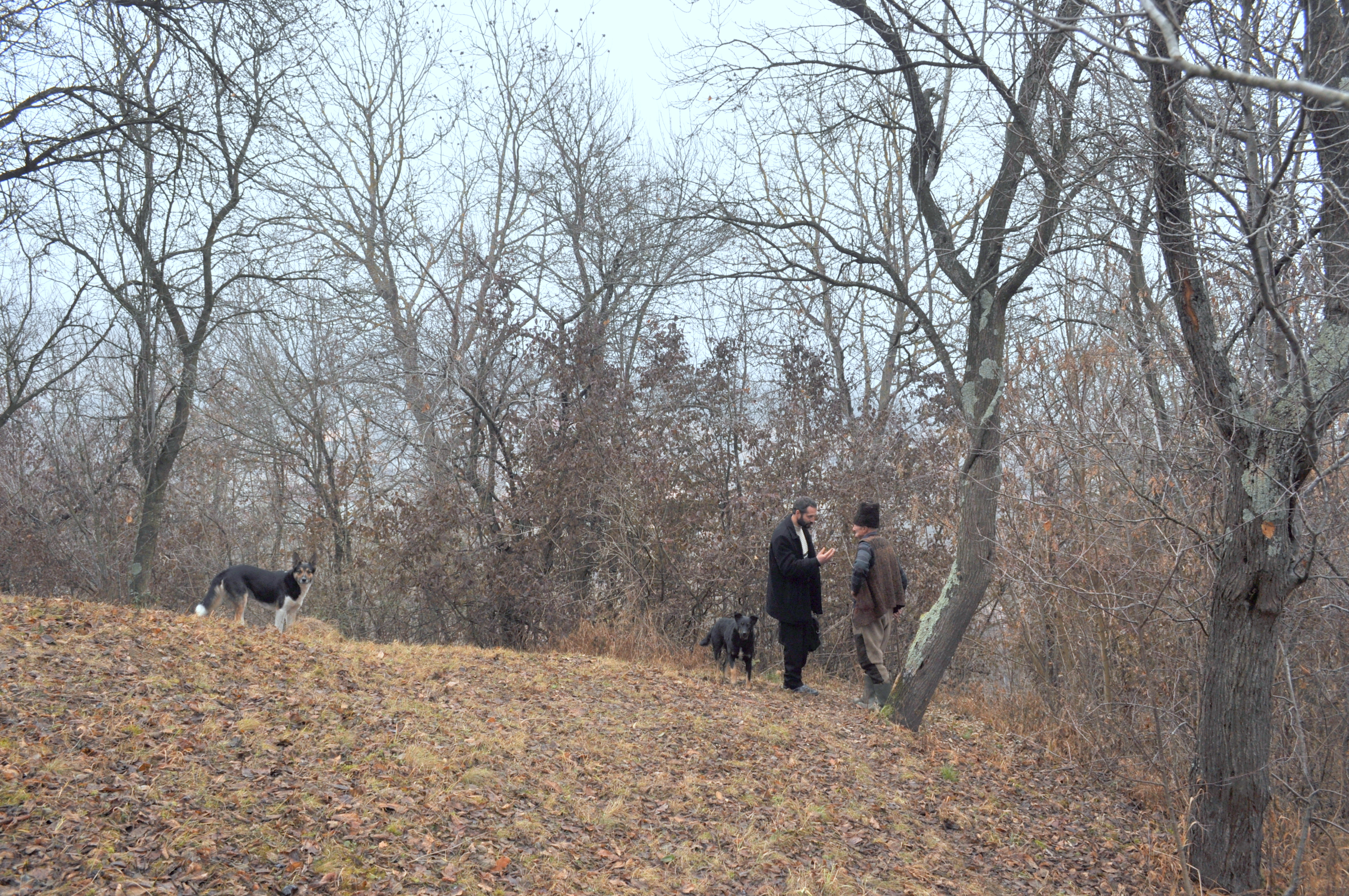
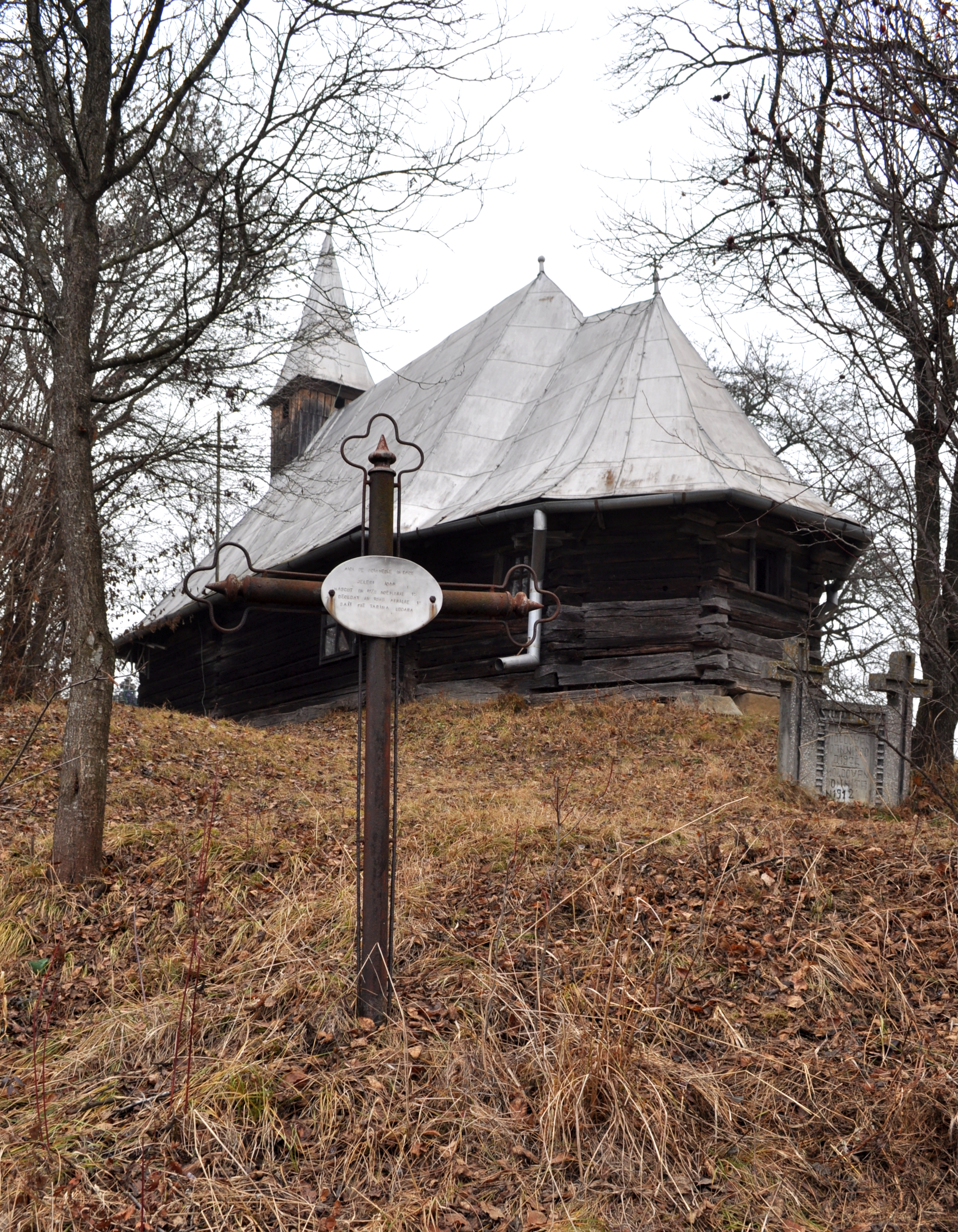
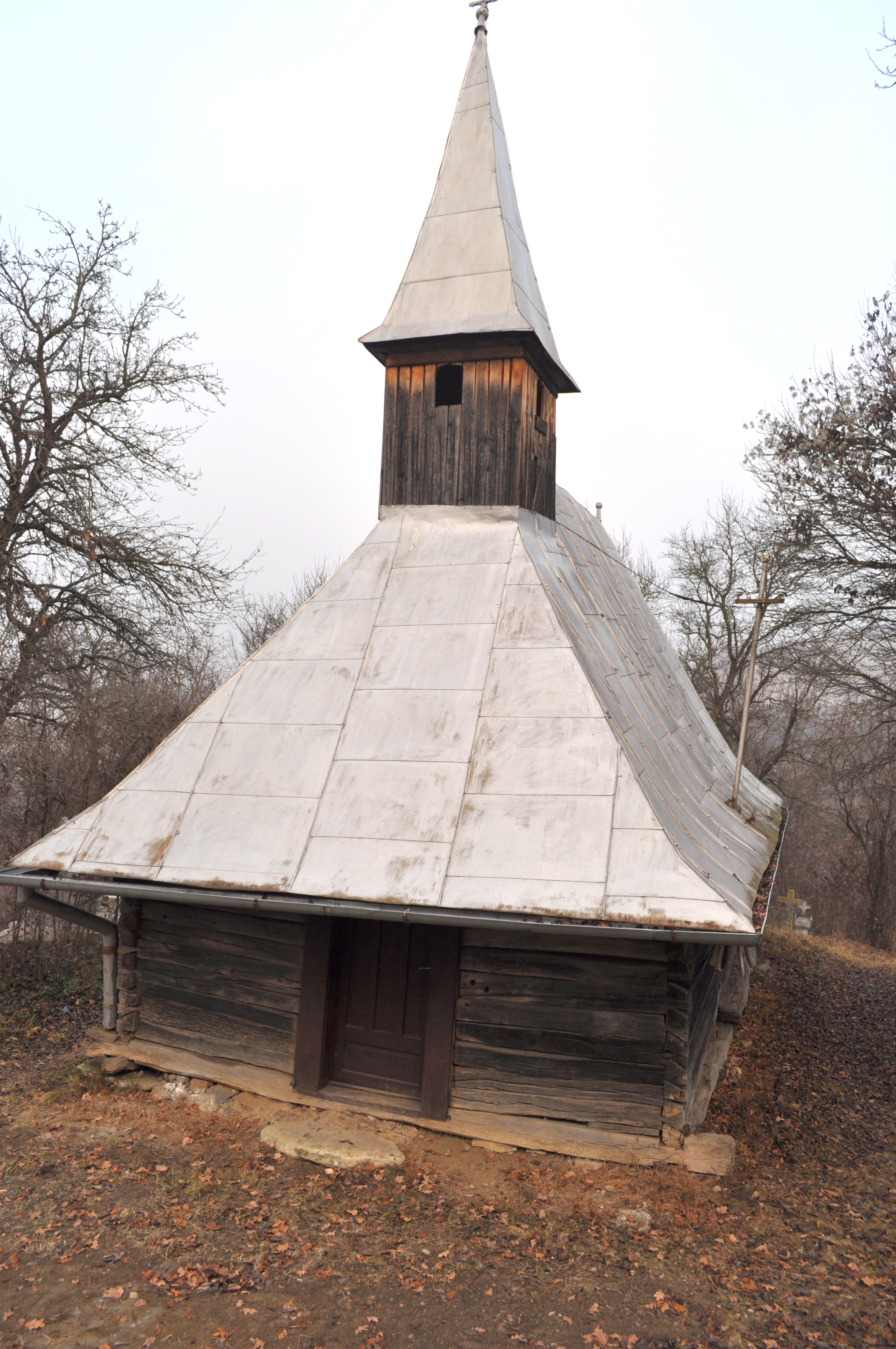
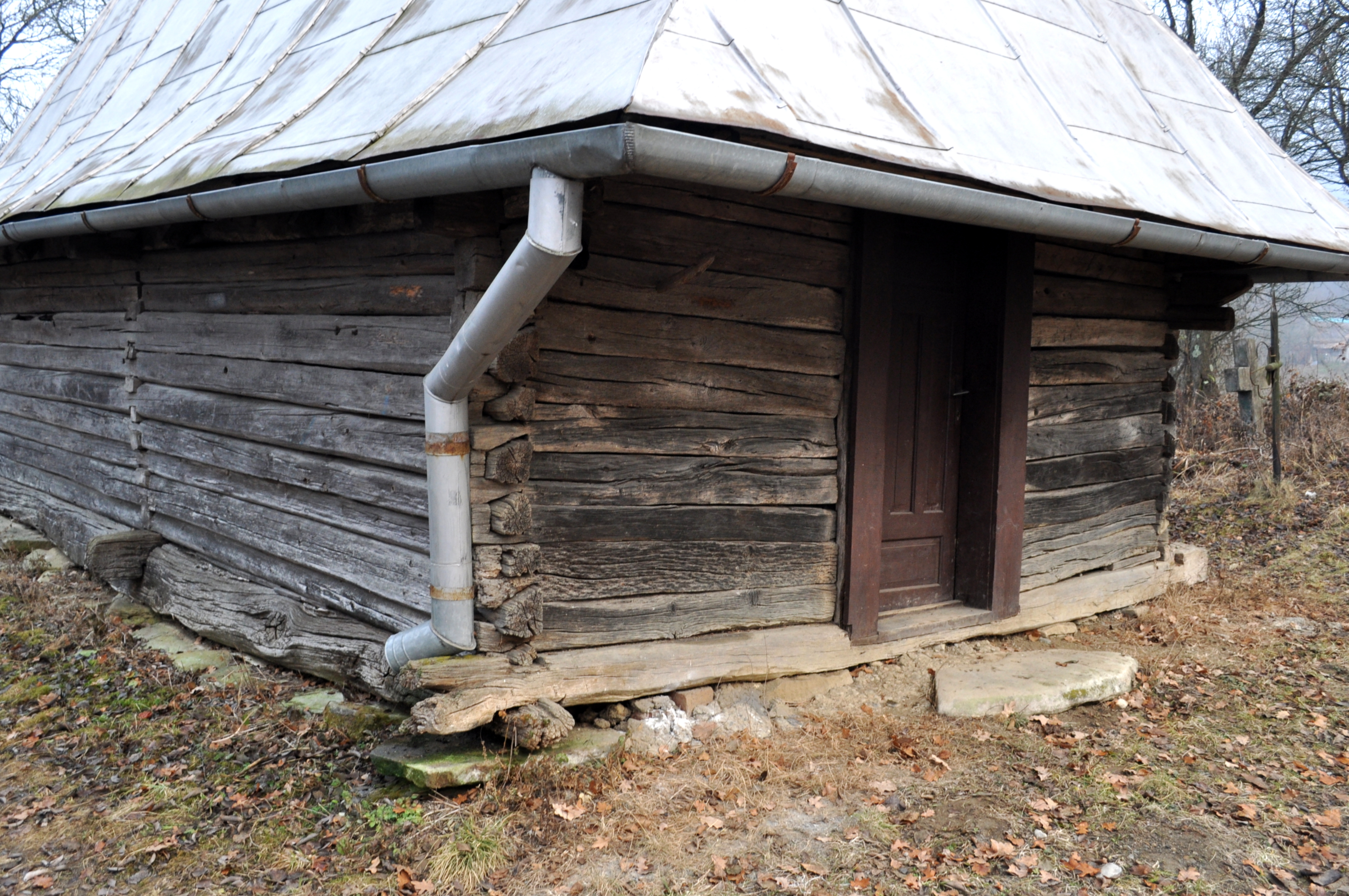
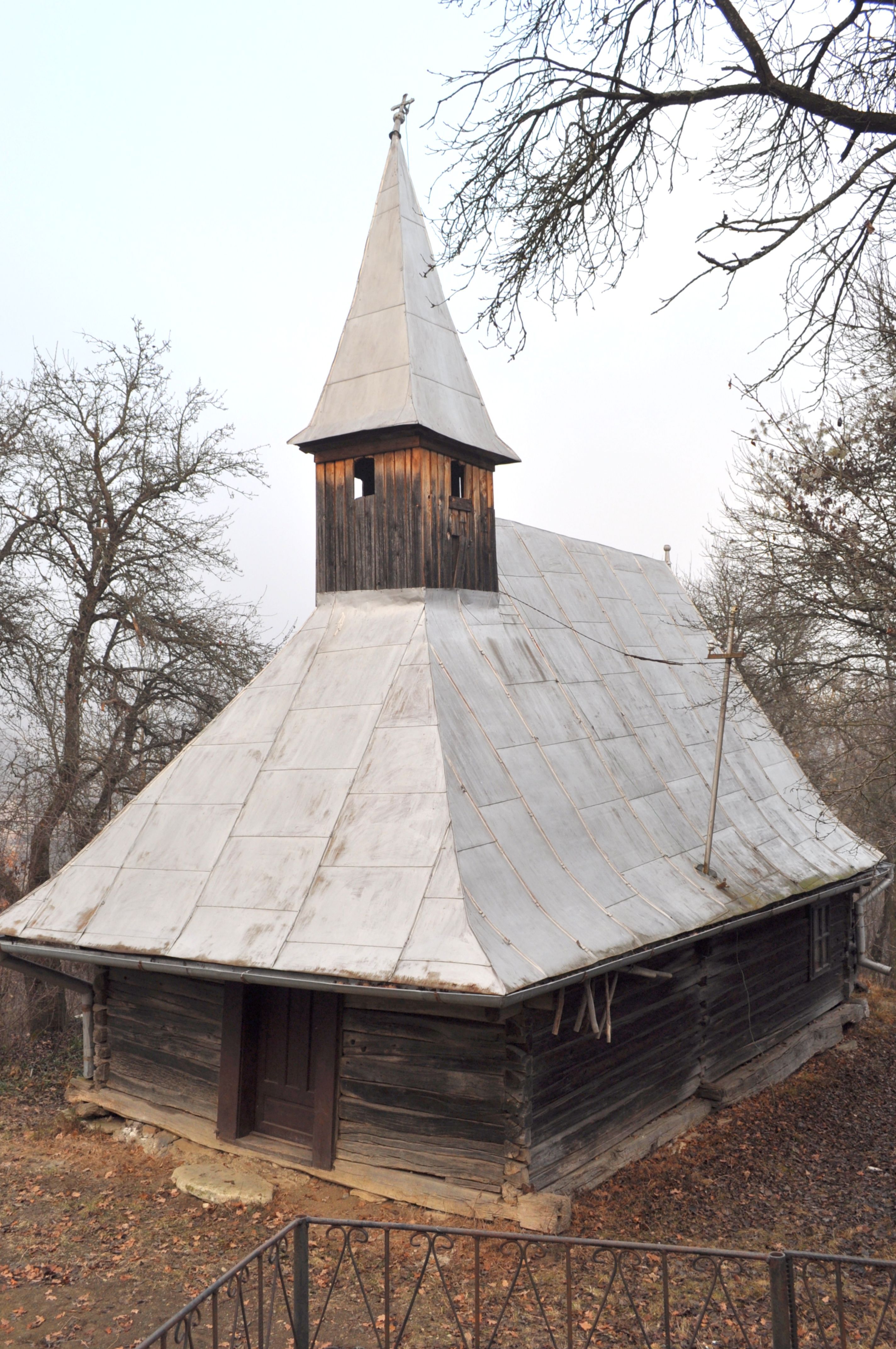
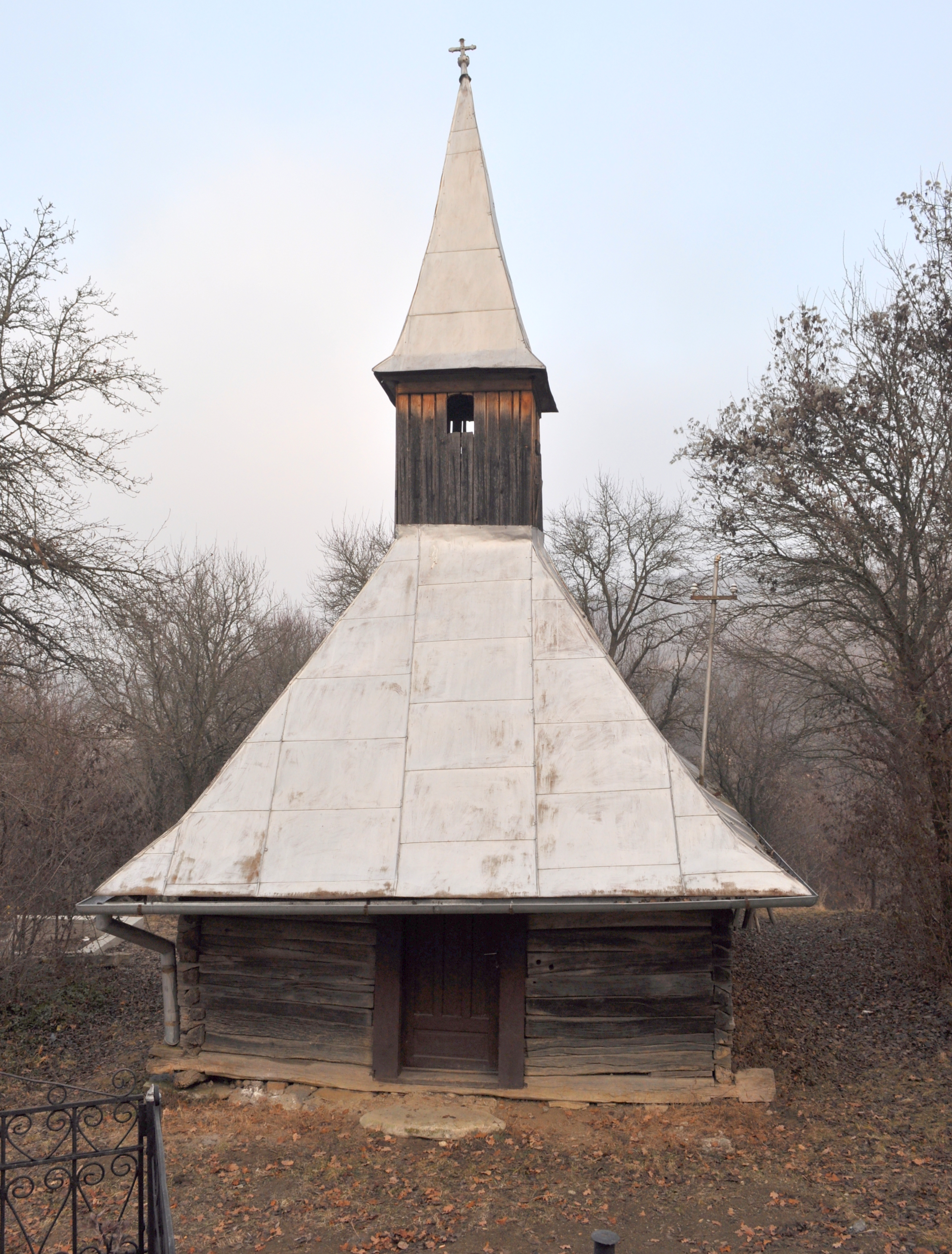
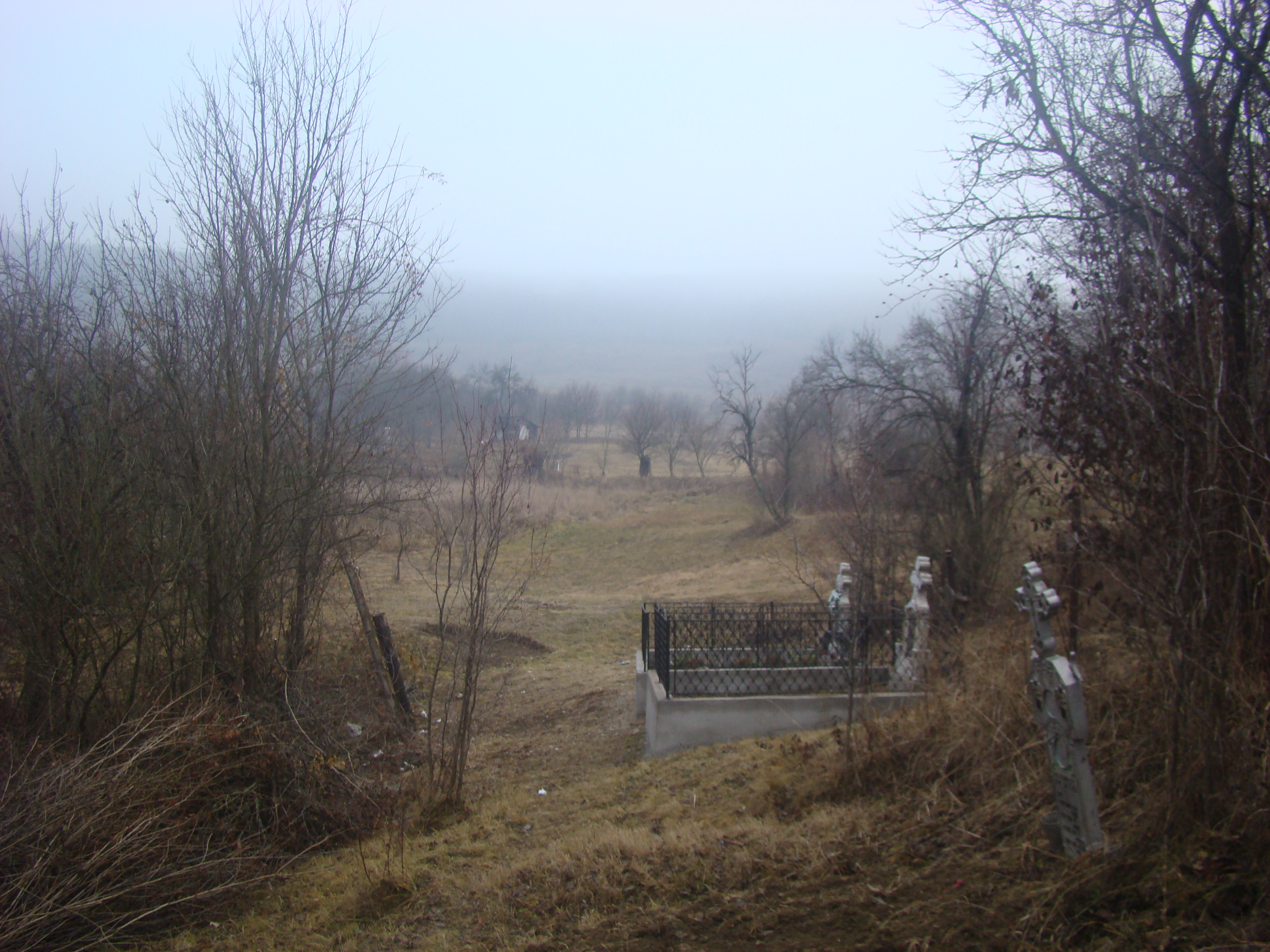
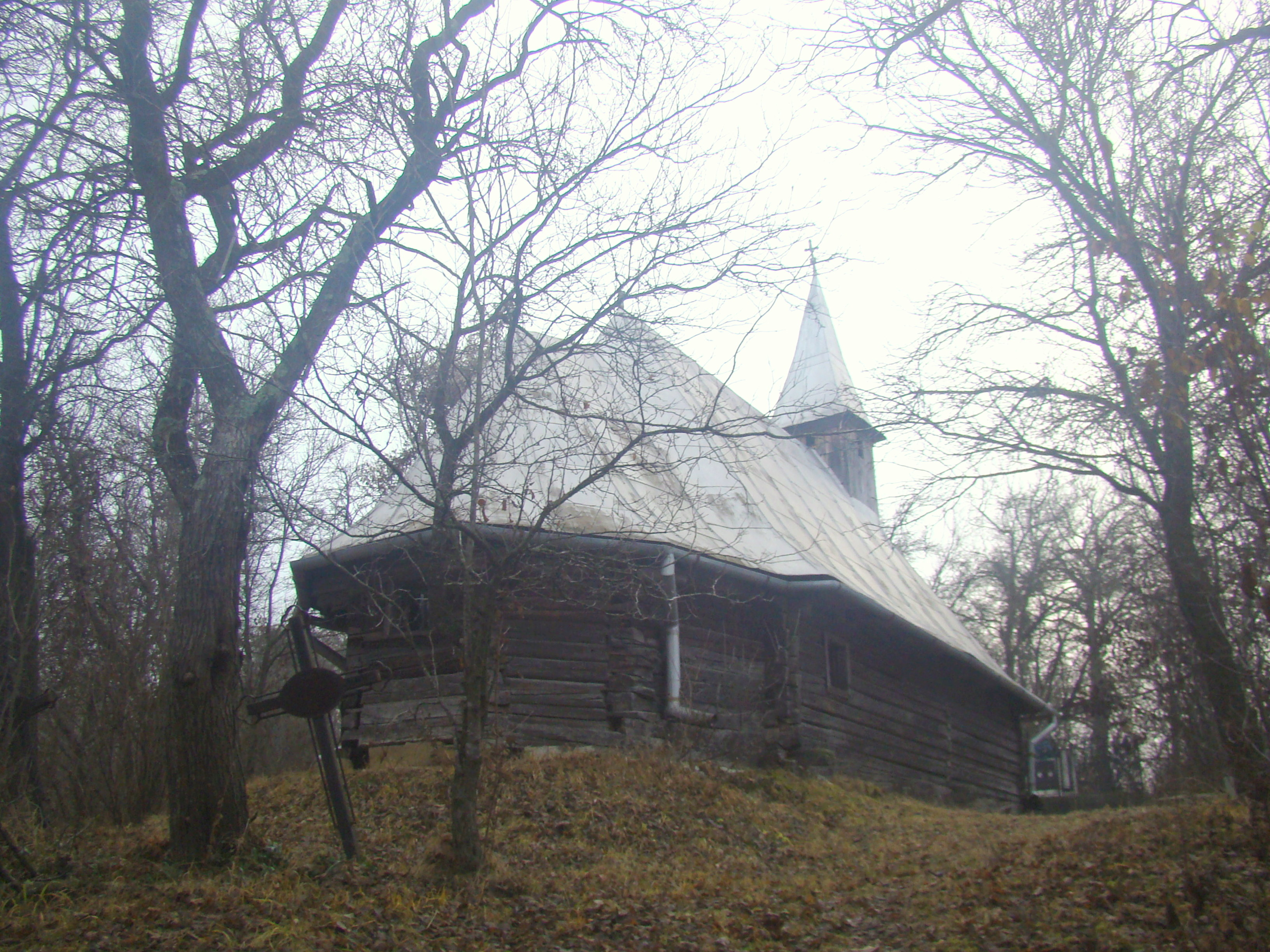
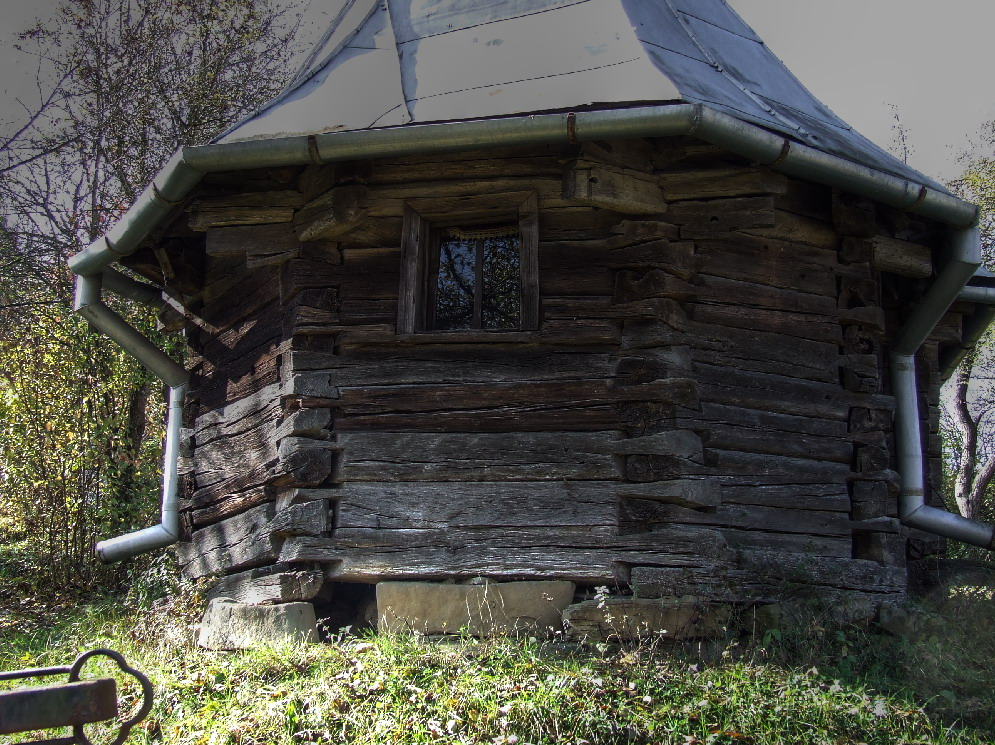
Absida altarului
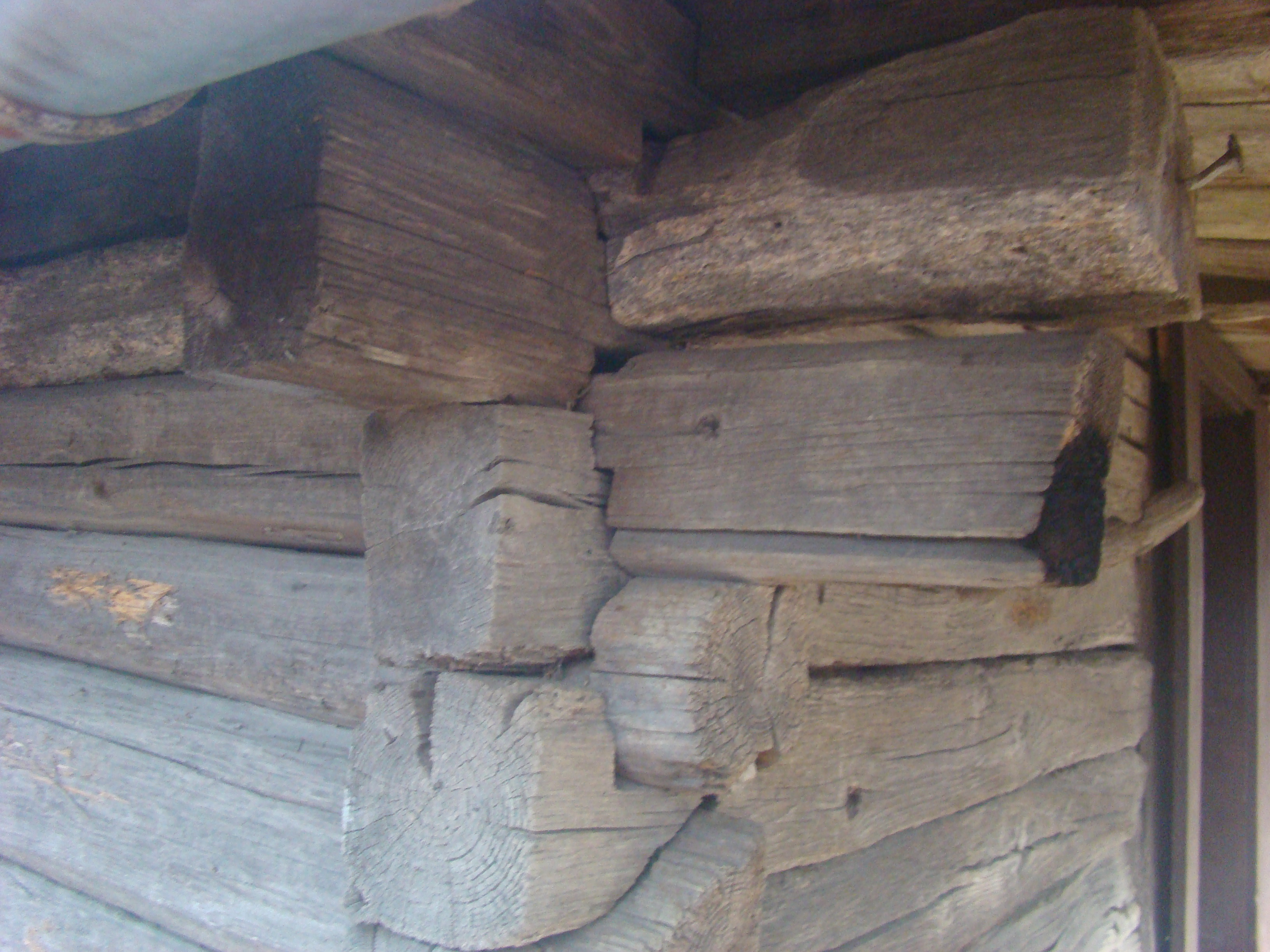
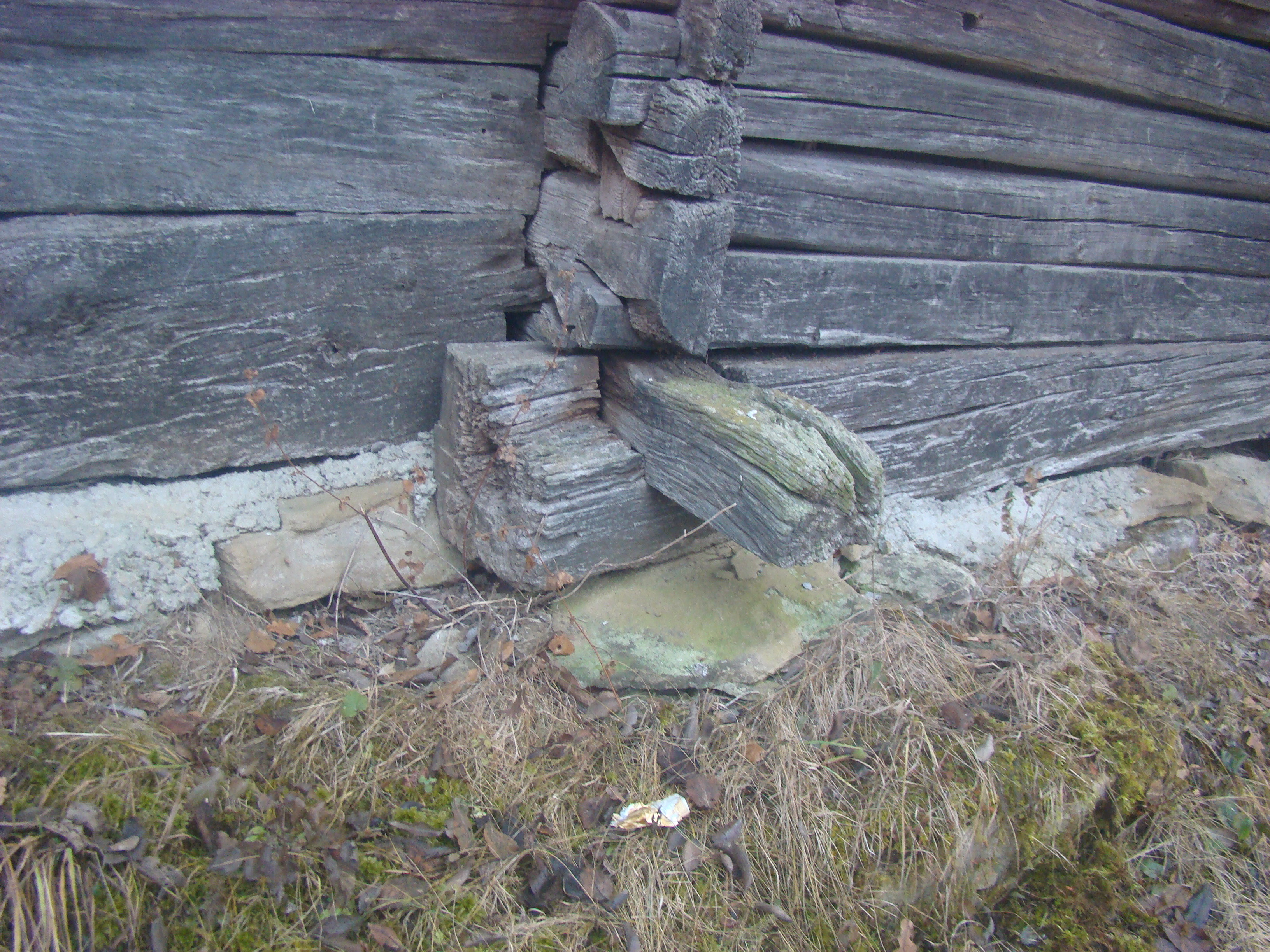
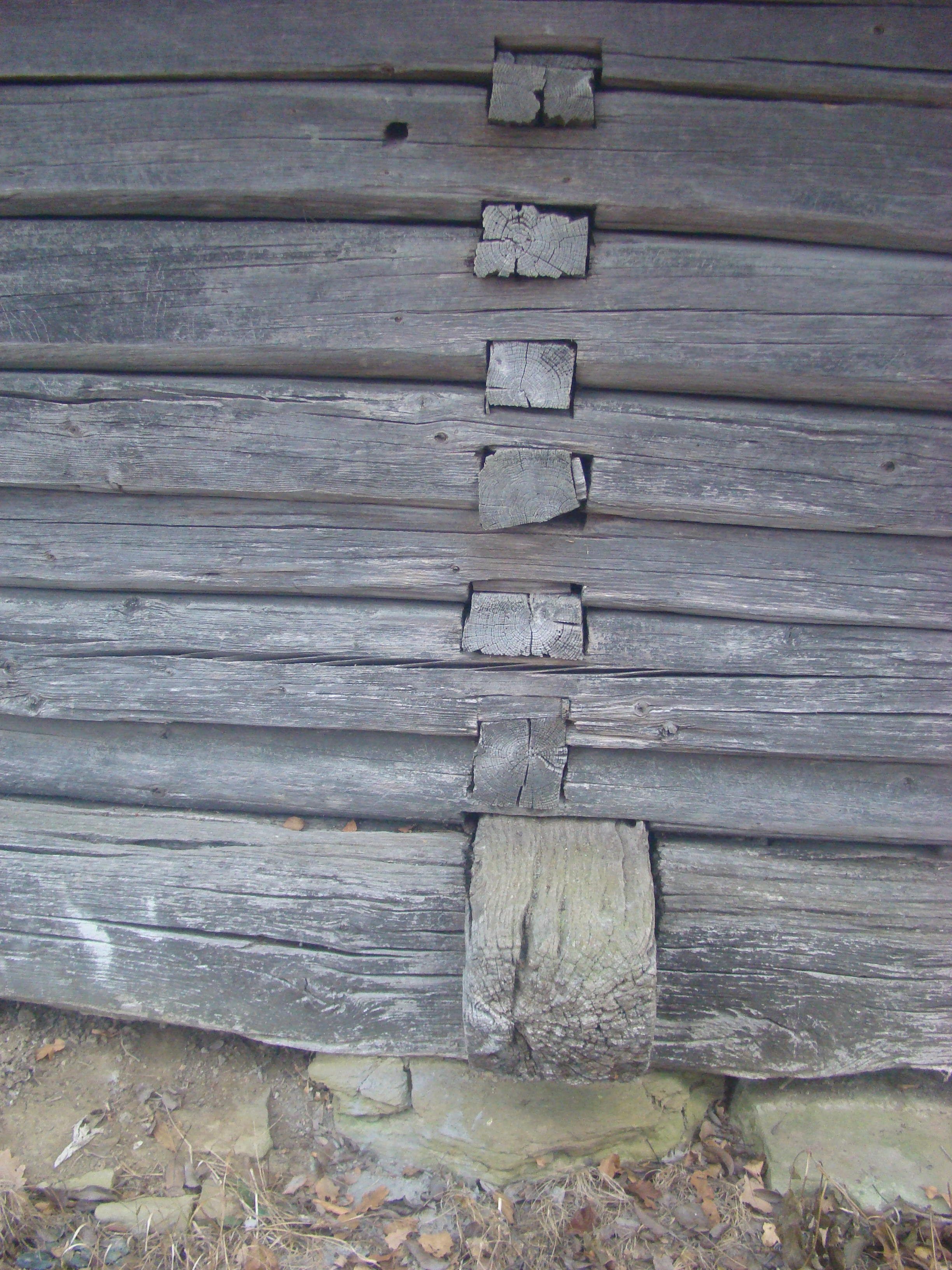
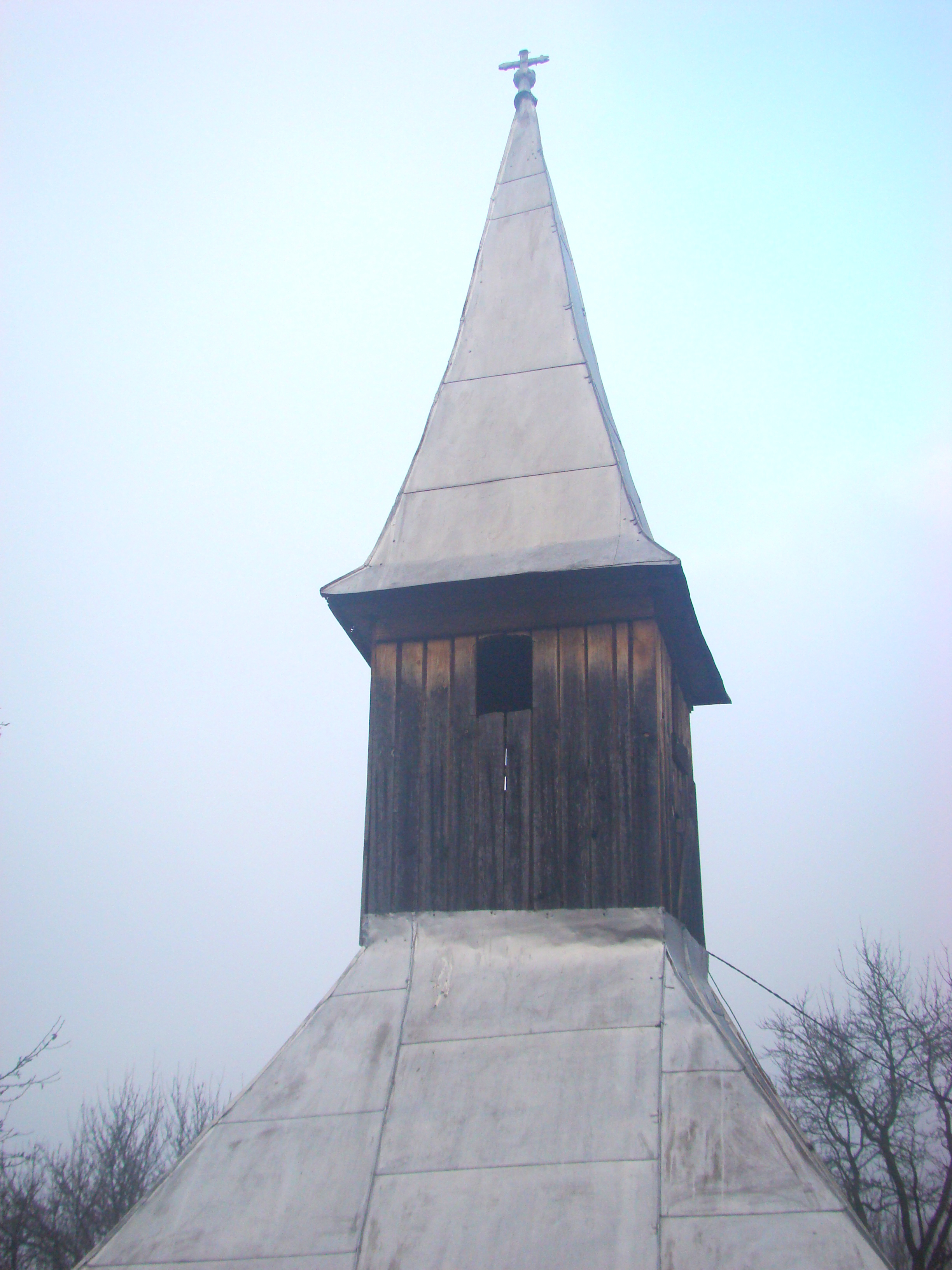
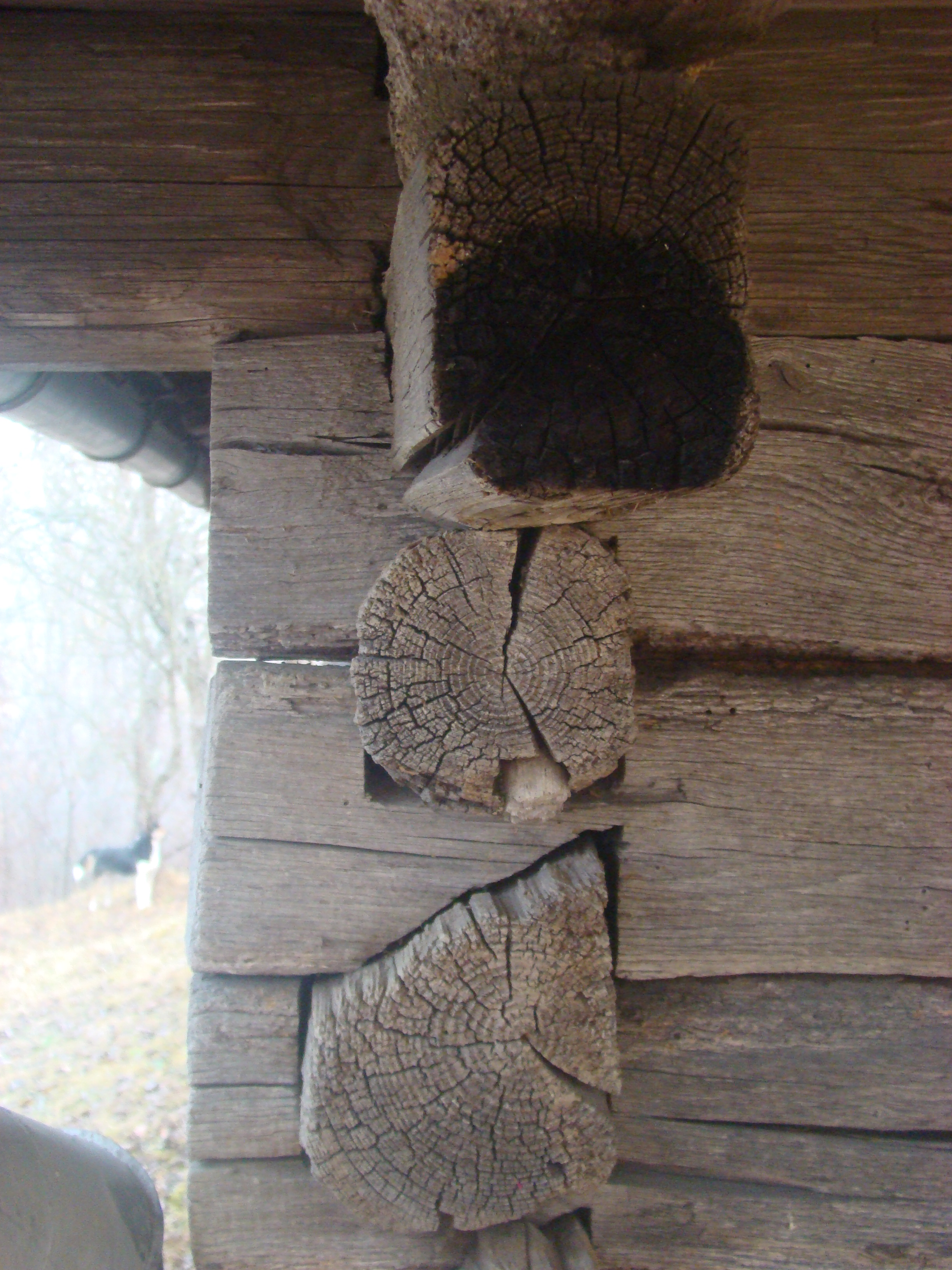
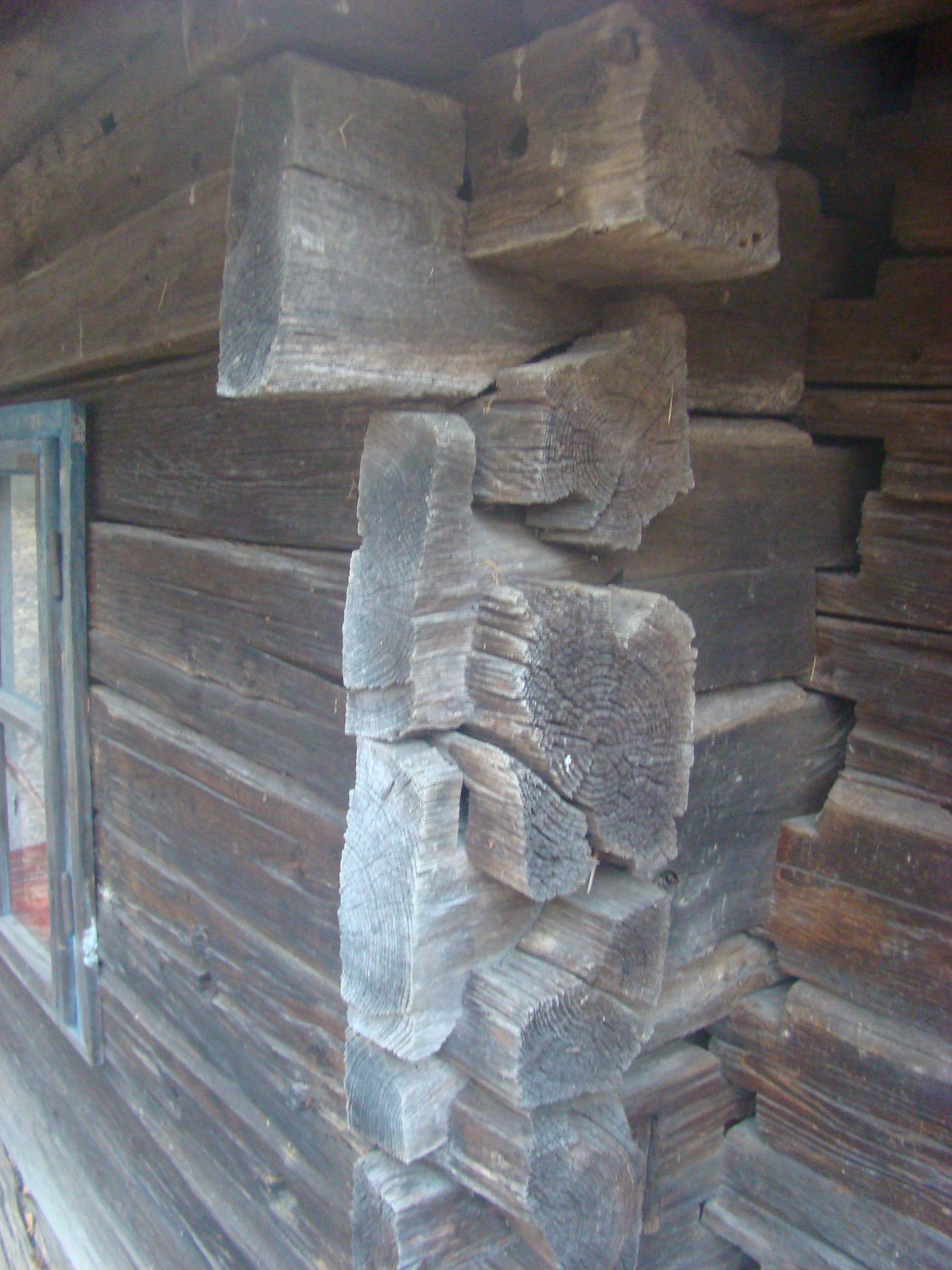
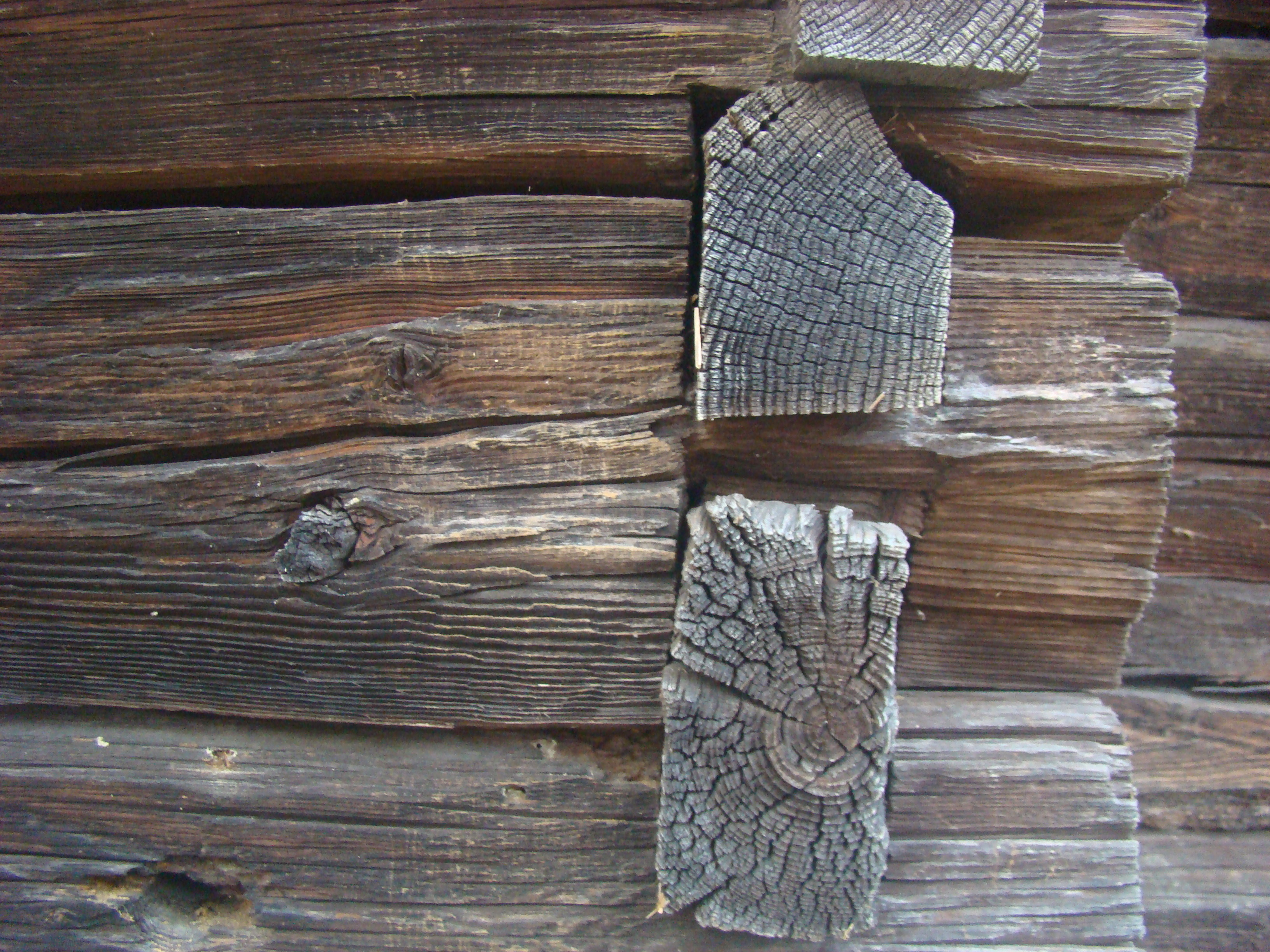
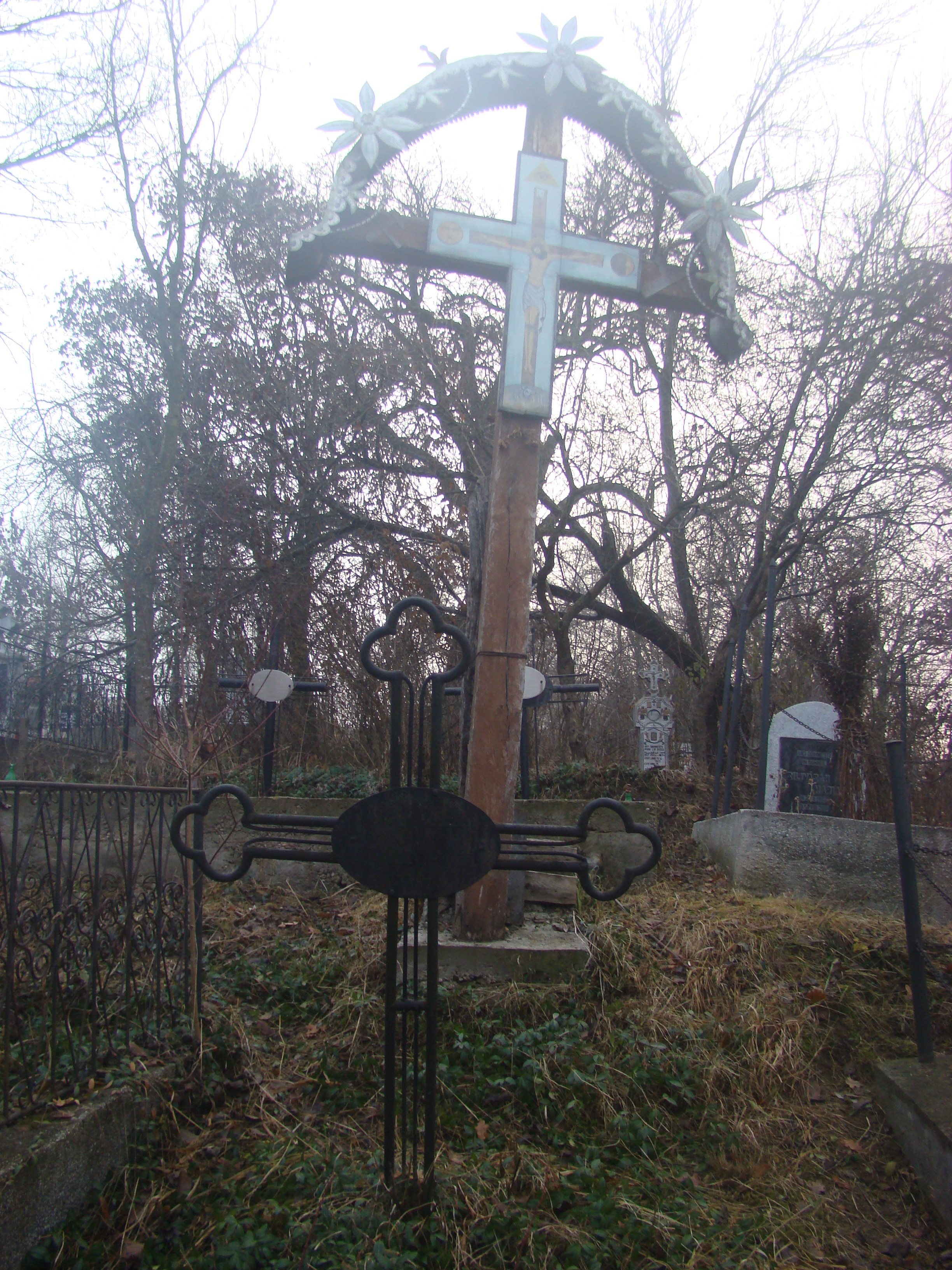
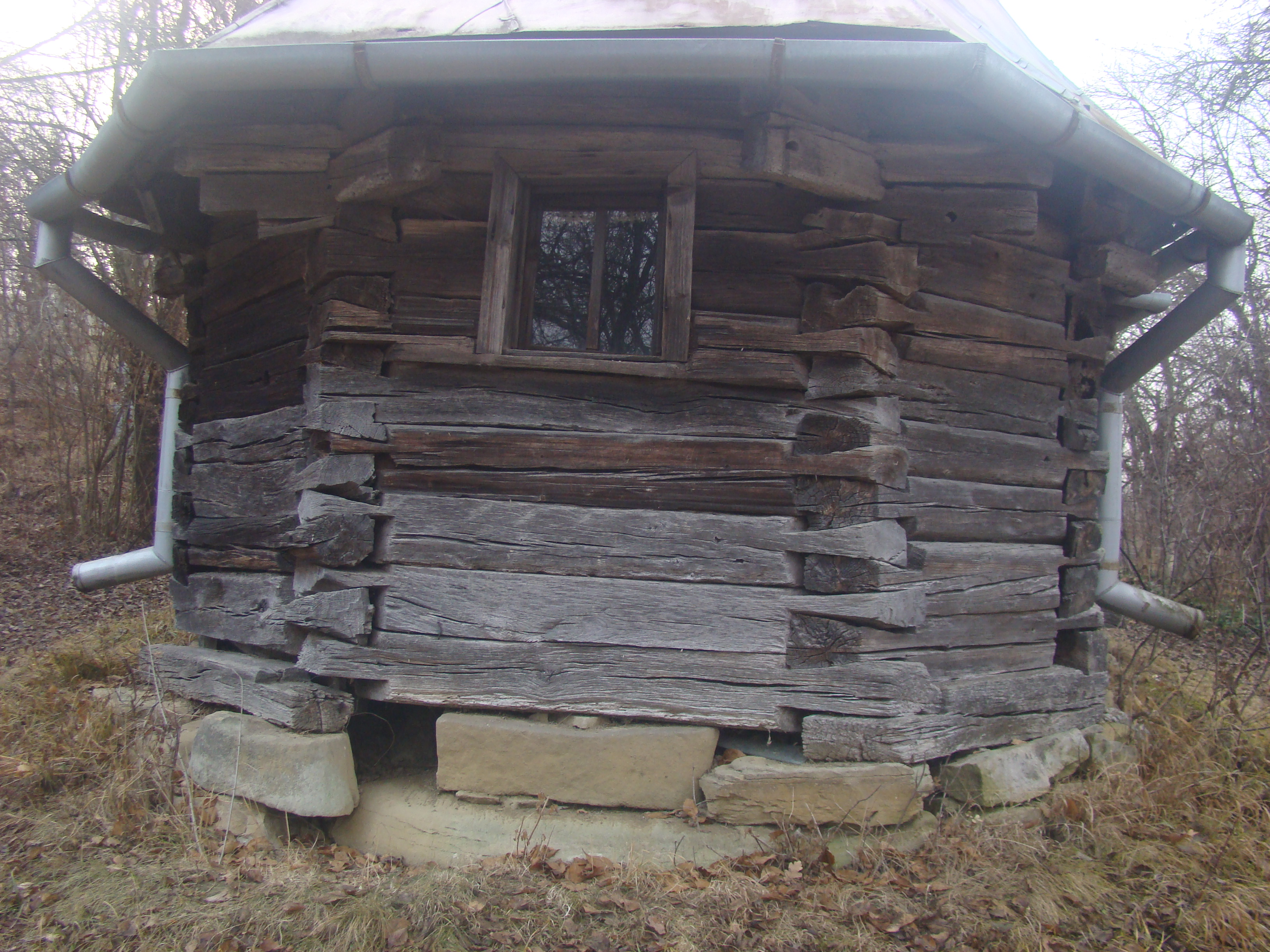
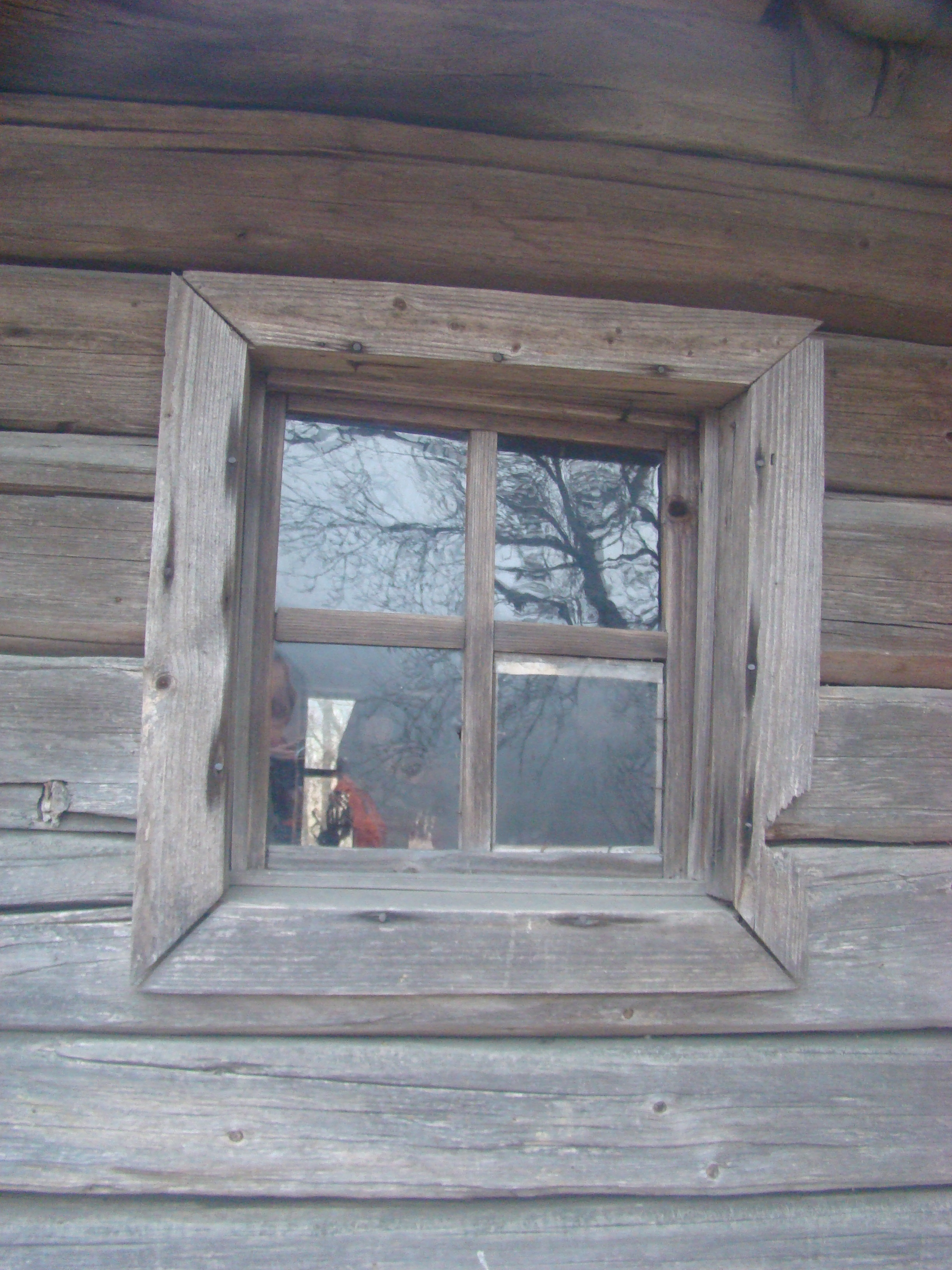
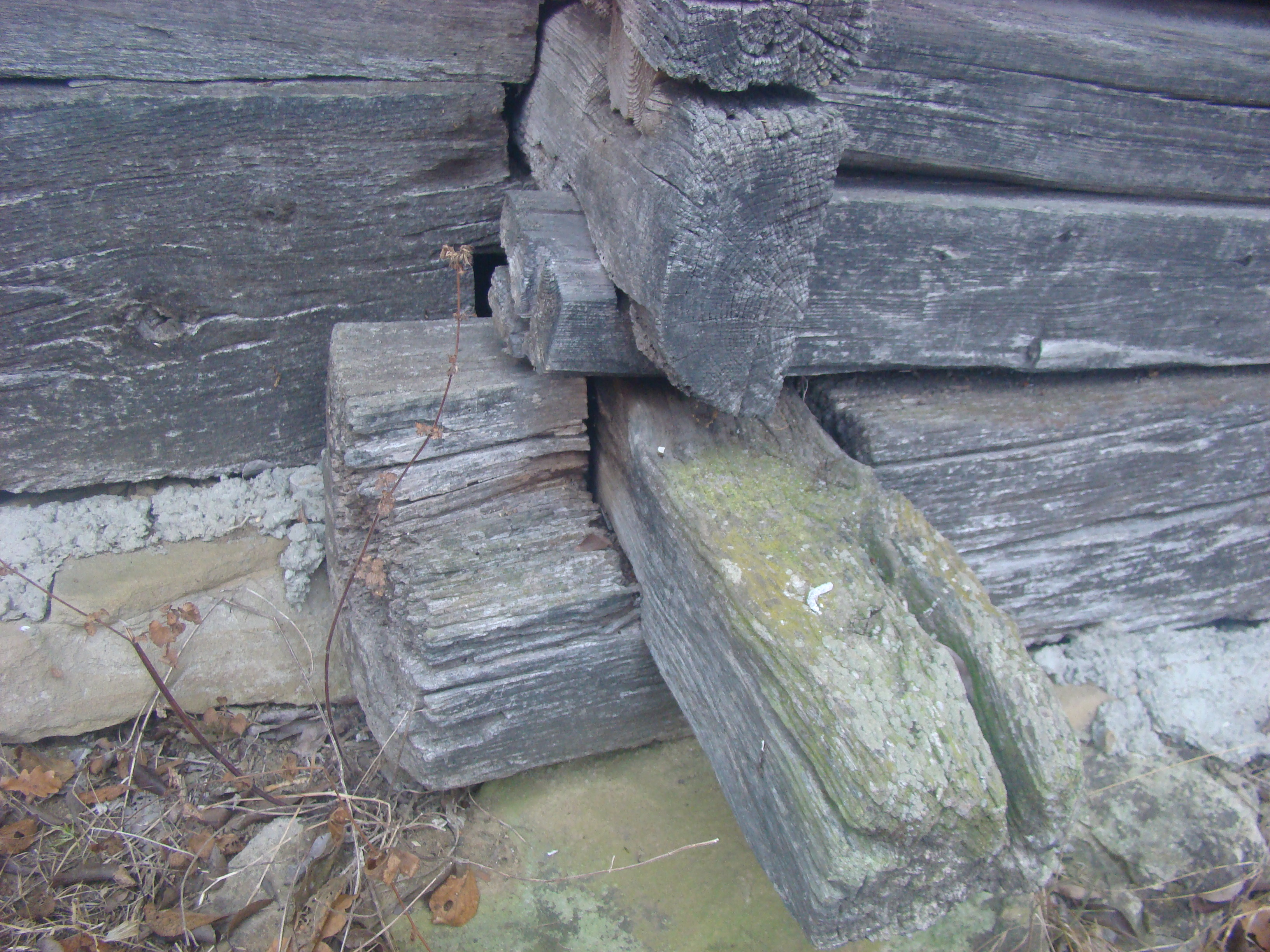
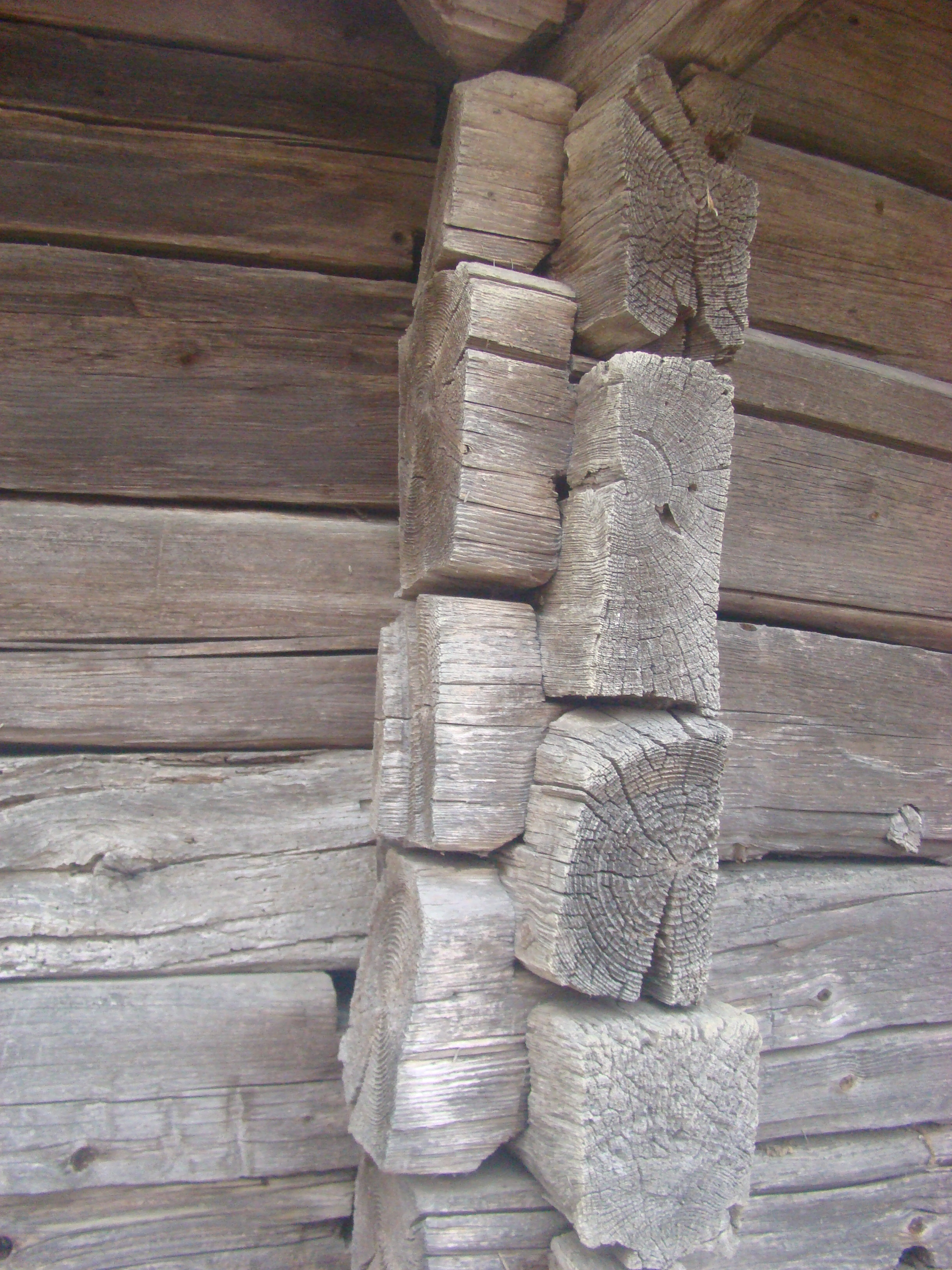